# Leipzig Hauptbahnhof
Leipzig Hauptbahnhof ist der zentrale Personenbahnhof in Leipzig und gehört mit täglich rund 135.000 Reisenden und Besuchern zu den 15 meistfrequentierten Fernbahnhöfen der Deutschen Bahn. Der Eisenbahnknoten und Kopfbahnhof mit 23 Bahnsteiggleisen, von denen 22 im Reiseverkehr genutzt werden, gehört zu den 21 Bahnhöfen der höchsten Preisklasse von DB InfraGO. Das Bahnhofsgebäude mit den Bahnsteighallen ist mit einer überdachten Grundfläche von 83.640 Quadratmetern das flächenmäßig größte Europas. Die Fassade des Empfangsgebäudes zur Innenstadt ist 298 Meter breit.
Bezüglich der Anzahl der Bahnsteiggleise wird er nach Rückbauten seit 1996 in Europa vom Münchner, Frankfurter und Zürcher Hauptbahnhof sowie den Pariser Bahnhöfen Gare de l’Est (Ostbahnhof), Montparnasse, Saint-Lazare und Gare du Nord (Nordbahnhof), sowie den Bahnhöfen Rom-Termini, Neapel, Madrid Atocha und Chamartin und Mailand übertroffen.
Der Hauptbahnhof Leipzig ist im Ballungsraum Leipzig-Halle zentraler Schienenpersonennahverkehrs-Knotenpunkt der S-Bahn Mitteldeutschland. Fast alle ihrer Züge verkehren durch den im Dezember 2013 in Betrieb genommenen City-Tunnel und halten an den Tunnelbahnsteiggleisen 1 und 2.

## Geschichte

### Vorgängerbahnhöfe
Um 1859 hatte sich der Eisenbahnknoten Leipzig entwickelt: Neben der 1837/39 eingeweihten Leipzig-Dresdner Eisenbahn eröffnete ein Jahr später die Magdeburg-Leipziger Eisenbahn-Gesellschaft ihre Strecke Magdeburg–Leipzig, gefolgt 1842 von der Strecke Leipzig–Hof der Sächsisch-Bayerischen Eisenbahn sowie 1856 der Verbindung Leipzig–Großkorbetha (weiter nach Halle/Bebra) der Thüringischen Eisenbahn.
Am damals nördlichen Stadtrand Leipzigs waren in unmittelbarer Nachbarschaft die Anlagen von Dresdner, Magdeburger und Thüringer Bahnhof entstanden. Abgelegen je etwa zwei Kilometer südöstlich davon befanden sich der Bayerische und der Eilenburger Bahnhof und im Norden der Berliner Bahnhof.
Auch nach dem Abbruch der alten Empfangsgebäude und dem Umbau der Gleisanlagen im Zuge des Bahnhofsneubaus existierten die ehemaligen Bahnhöfe als Betriebsstellen unter den Namen Leipzig Berliner Bahnhof, Dresdner Güterbahnhof und Magdeburg-Thüringer Bahnhof weiter. Zum Magdeburg-Thüringer Bahnhof gehörte der Preußische Freiladebahnhof. Der Berliner Bahnhof ist noch heute Bahnhofsteil unter dem Namen Leipzig Berliner Straße.

Vorgängerbahnhöfe
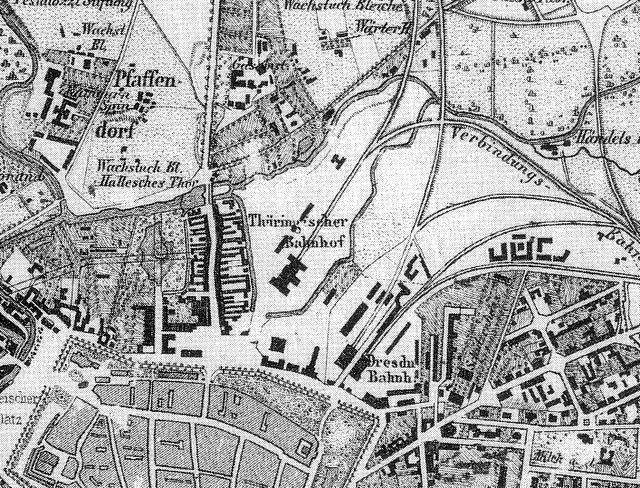
Das Bahnhofsgelände um 1860
Thüringer, Magdeburger und Dresdner Bahnhof um 1862
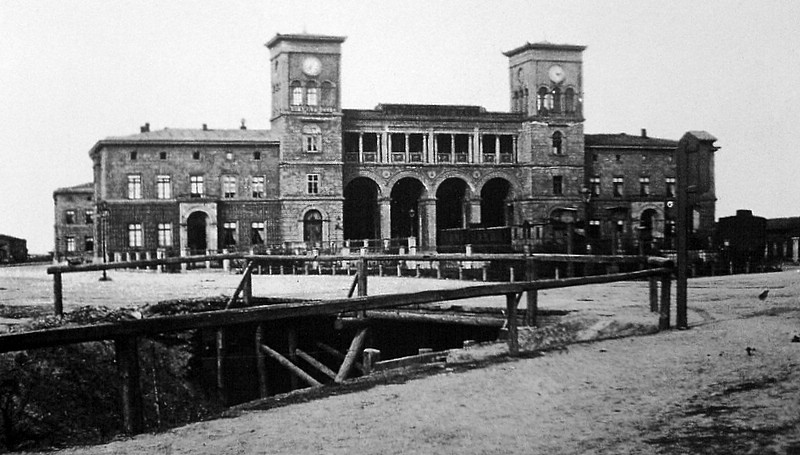
Thüringer Bahnhof um 1862
Magdeburger Bahnhof um 1844
Dresdner Bahnhof um 1860
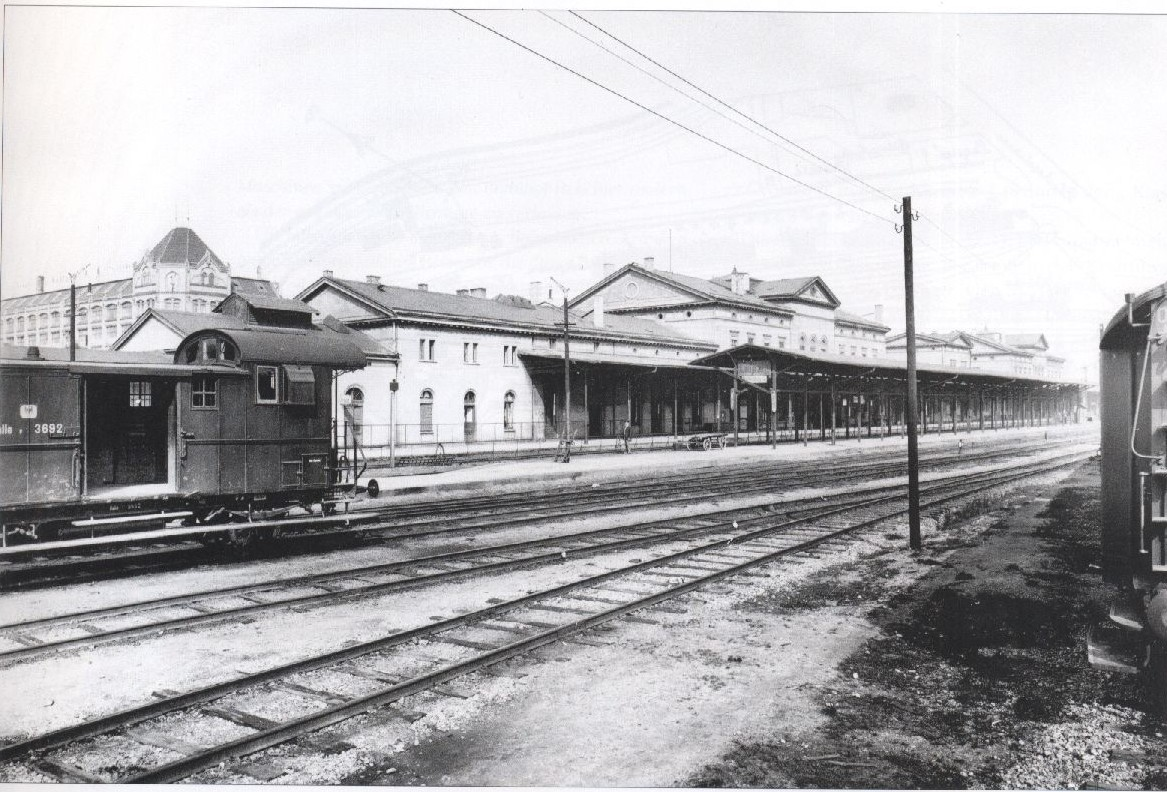
Berliner Bahnhof um 1900

### Umfeldentwicklung bis 1907
Die Einwohnerzahl Leipzigs wuchs in den Jahren 1871 bis 1899 auf das 4,2-fache von 107.000 auf 450.000 Personen. Parallel dazu stieg die Zahl der Bahnreisenden um den gleichen Faktor von 1,48 Millionen im Jahre 1872 auf 6,29 Millionen. Die räumliche Trennung der fünf Fernbahnhöfe erzwang dabei häufiger komplizierte Zugläufe und Rangierbewegungen.
An eine Vereinheitlichung der Verkehrsführung und einen Ausbau der in privater Hand befindlichen Anlagen war durch den Konkurrenzkampf zwischen den Unternehmen nicht zu denken. Um die Rivalitäten und das Streben nach mehr Rentabilität zu beenden, wurden die privaten Aktiengesellschaften durch das Staatsbahnsystem übernommen. Dadurch waren nun auch umfangreiche öffentliche Investitionen in das Eisenbahnnetz möglich.
Daraufhin kam es zur Ausgestaltung und Vereinheitlichung der Staatsbahnnetze und es entstanden neue Personen- und Güterbahnhöfe. Die bestehenden Bahnhöfe mit ihren einzelnen Linien sollten in großen Hauptbahnhöfen vereinigt werden.
Eine Vereinheitlichung des deutschen Eisenbahnwesens gemäß der von Otto von Bismarck initiierten Reichsverfassung vom 16. April 1871 hätte den Konkurrenzkampf unterbinden können. Dies scheiterte jedoch am Widerspruch der Mittelstaaten, ebenso wie der 1875 von Albert von Maybach dem Bundesrat vorgelegte Entwurf eines Reichseisenbahngesetzes.
Mittlerweile waren bis 1895 die Sächsisch-Baierische Eisenbahn-Compagnie und die Leipzig-Dresdner Eisenbahn-Compagnie in den Königlich Sächsischen Staatseisenbahnen zusammengefasst, die Magdeburg-Leipziger Eisenbahn von der Magdeburg-Halberstädter Eisenbahn aufgekauft und diese wiederum vom Königreich Preußen zusammen mit der Thüringer, der Berlin-Anhalter und der Halle-Sorau-Gubener Eisenbahn aufgekauft und damit Teil der Preußischen Staatseisenbahnen mit Eisenbahndirektionen in Magdeburg, Erfurt und Halle. Innerhalb Leipzigs verkehrten damit die Eisenbahnen zweier Gliedstaaten des Deutschen Reiches, die teilweise gegensätzliche Interessen hatten. Das Wort preußisch-sächsischer Eisenbahnkrieg machte die Runde.

### Planung des Neubaus
Für Leipzig als bedeutender Knoten im Netz der europäischen Eisenbahn und als bedeutender europäischer Messe- und Handelsplatz war ein Umbau der gesamten Bahnanlagen dennoch unaufschiebbar. Die gegensätzlichen Interessen der Bahnverwaltungen zeigten sich schon bei den grundlegenden Planungen zum Umbau des Bahnnetzes. Alle seit den 1880er Jahren erarbeiteten Konzepte für den Leipziger Centralbahnhof spitzten sich auf die Frage zu: Durchgangsbahnhof – ausgearbeitet durch Professor August Rincklake – oder Kopfbahnhof?
Die Verwaltung der Königlich Sächsischen Staatseisenbahnen bevorzugte einen Durchgangsbahnhof mit lediglich acht Gleisen, der außerhalb des Stadtzentrums im Gebiet des Bahnhofs Leipzig-Schönefeld am heutigen Leipziger Güterring gebaut werden sollte. Die preußischen Verwaltungen wollten jedoch keine Konkurrenz zu ihrem nur 35 Kilometer entfernten Durchgangsbahnhof in Halle (Saale) und bestanden auf dem eher hinderlichen Kopfbahnhof-Konzept.
Der Leipziger Rat entschied sich für einen Kopfbahnhof mit dem Argument, dass die neue repräsentative Station damit näher an das Stadtzentrum gebaut werden könne. Nach kontrovers geführten Erörterungen der Vor- und Nachteile der Entwürfe von 1887, 1890, 1892 und 1898 entschied man sich 1898 für einen Kopfbahnhof mit Personen- und Güterverkehr auf dem Gelände, das zu diesem Zeitpunkt schon vom Dresdner, Thüringer und Magdeburger Bahnhof belegt war.
Anfang des 20. Jahrhunderts nahm das Projekt zum Neubau des Leipziger Hauptbahnhofs nach mehreren Expertenrunden endgültig seine Formen an. Im Wesentlichen stützte sich der Bau auf ein zwischen 1898 und 1902 ausgehandeltes Vertragssystem zwischen dem Leipziger Stadtrat in Vertretung der Stadtgemeinde auf der einen Seite und der Königlich Preußischen Eisenbahndirektion, der Königlichen Generaldirektion der Sächsischen Staatsbahnen in Vertretung des Staatsfiskus im Königreich Sachsen und dem deutschen Reichspostfiskus, vertreten durch die Kaiserliche Oberpostdirektion Leipzig, auf der anderen Seite.
Der Hauptvertrag auf der preußischen Seite, wo die einzelnen Schritte des Baus genau geregelt waren, wurde am 22. Mai 1902 unterschrieben. Vorausgegangen waren in den Jahren 1898 und 1900 Verkäufe von Grund und Boden durch die Stadt Leipzig. Für die 211.873 Quadratmeter Fläche, die für den Bau des Hauptbahnhofs inklusive der Gleisanlagen benötigt wurde, belief sich der Erlös auf 5.727.595 Mark, was fast 10 Prozent der gesamten Bausumme für den Bahnhof betrug. Im besonderen Teil des 1902 unterschriebenen Vertrags wurden auch die Verlegung der Parthe und die Verbreiterung der Blücherstraße (Kurt-Schumacher-Straße) auf 30 Metern geregelt.
Der Architekturwettbewerb für den Bau des Empfangsgebäudes wurde im Jahre 1906 ausgelobt. Die Preise des Wettbewerbs, für den alle deutschen Architekten zugelassen wurden, betrugen 32.500 Mark, dazu waren 3.000 Mark für Ankäufe vorgesehen. An dem Wettbewerb nahmen insgesamt 76 Architekten teil. Die Ausschreibung war von einem hoheitlichen Aspekt dominiert, da die Sächsische Staatsbahn und die preußischen Eisenbahndirektionen  gleichzeitig das Gebäude nutzen sollten. Daher war eine symmetrische Gestaltung mit zwei zusammenhängenden Bahnhofshälften vorgezeichnet, von denen die eine durch die preußischen Bahnen und die andere durch die Königlich Sächsischen Staatseisenbahnen betrieben wurde.
Der erste Preis des Wettbewerbs wurde an den Entwurf Wahrheit, Klarheit, Licht und Luft von Jürgen Kröger in Berlin und an den Entwurf Licht und Luft von William Lossow und Max Hans Kühne in Dresden vergeben. Der zuletzt genannte Entwurf konnte sich letztendlich durchsetzen, da die Juroren folgendes lobten:
- er sei sorgfältig ausgearbeitet,
- nutze den Ausschreibungsspielraum geschickt aus,
- überzeuge mit vorzüglicher Licht- und Luftzuführung,
- einer einwandfreien Zugänglichkeit der Diensträume,
- guter Anlage der Wohnungen und
- monumentaler Gestaltung der Eingangshallen.

Folgendes wurde jedoch bemängelt:
- die nicht ausreichende Größenabmessung zweier Wartesäle,
- die Gestaltung der beiden Seitenausgänge und
- die Anordnung des Zugangs des Fürstenzimmers vom Bahnsteig aus.

Ein von Lossow und Kühne beigelegter Nebenentwurf mit hohen Türmen über den Eingangshallen wurde aus finanziellen Gründen verworfen. Nach kleinen Korrekturen am Entwurf entstand der Leipziger Hauptbahnhof als Kopfbahnhof in seiner heute bekannten Form.
Der im Dresdner Büro der beiden Architekten arbeitende Architekt Rudolf Bitzan sah sich als eigentlichen Schöpfer des architektonischen Entwurfes und bestritt die Autorenschaft von Lossow und Kühne. Bitzans Beitrag zum Entwurf ist nach einigen Publikationen aber noch zu klären.
Bereits während der Planungsphase wurde der Thüringer Bahnhof als erster der noch bestehenden alten Bahnhöfe am 1. Oktober 1907 geschlossen und abgetragen, um an dieser Stelle unverzüglich als Erstes mit dem Neubau beginnen zu können. Danach wurde der Zugverkehr auf den Magdeburger Bahnhof verlagert, der sich nun Provisorischer Thüringer Bahnhof nannte.

### Neubau und schrittweise Inbetriebnahme

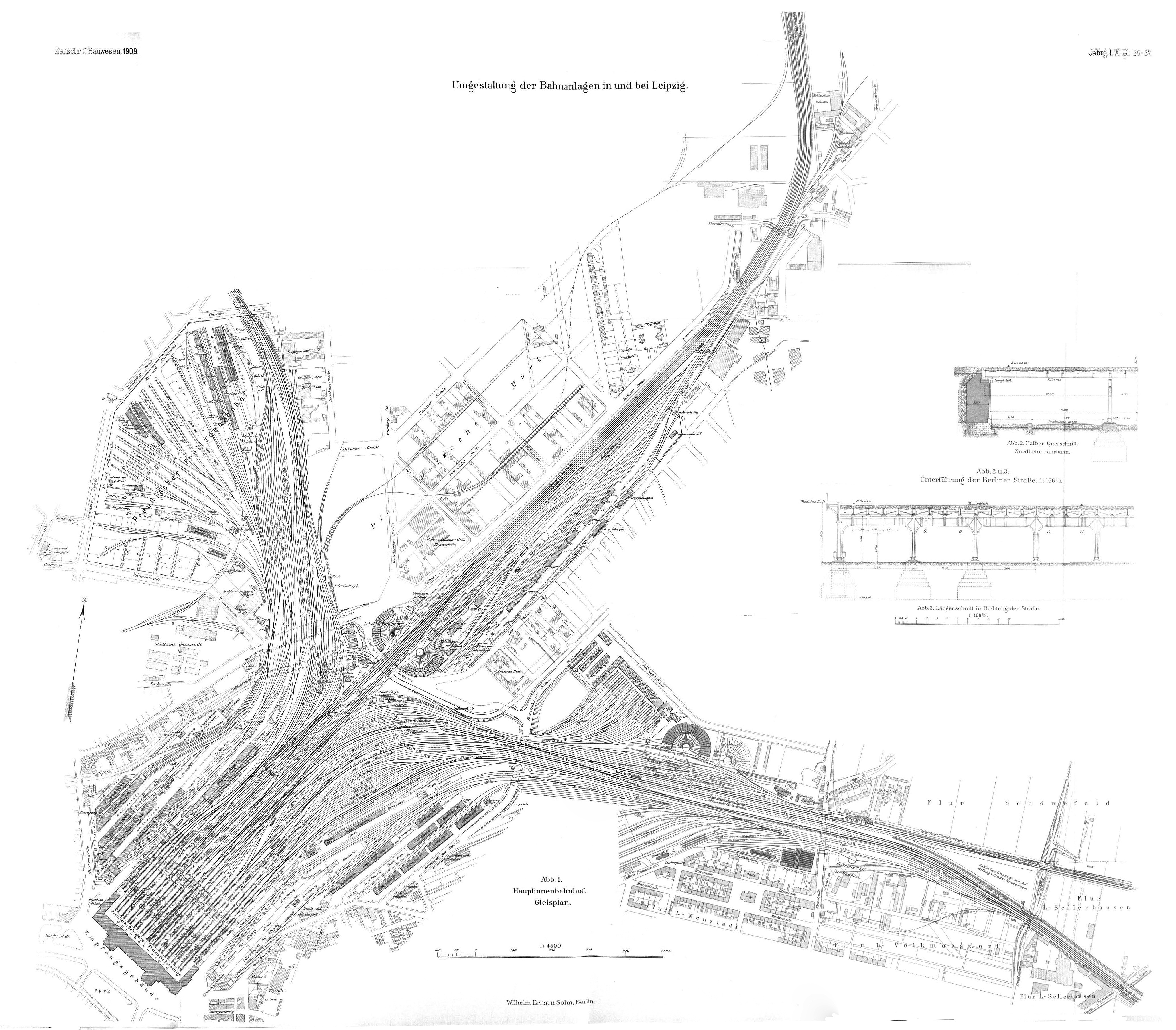
Gleisplan aus der Bauzeit (1909)

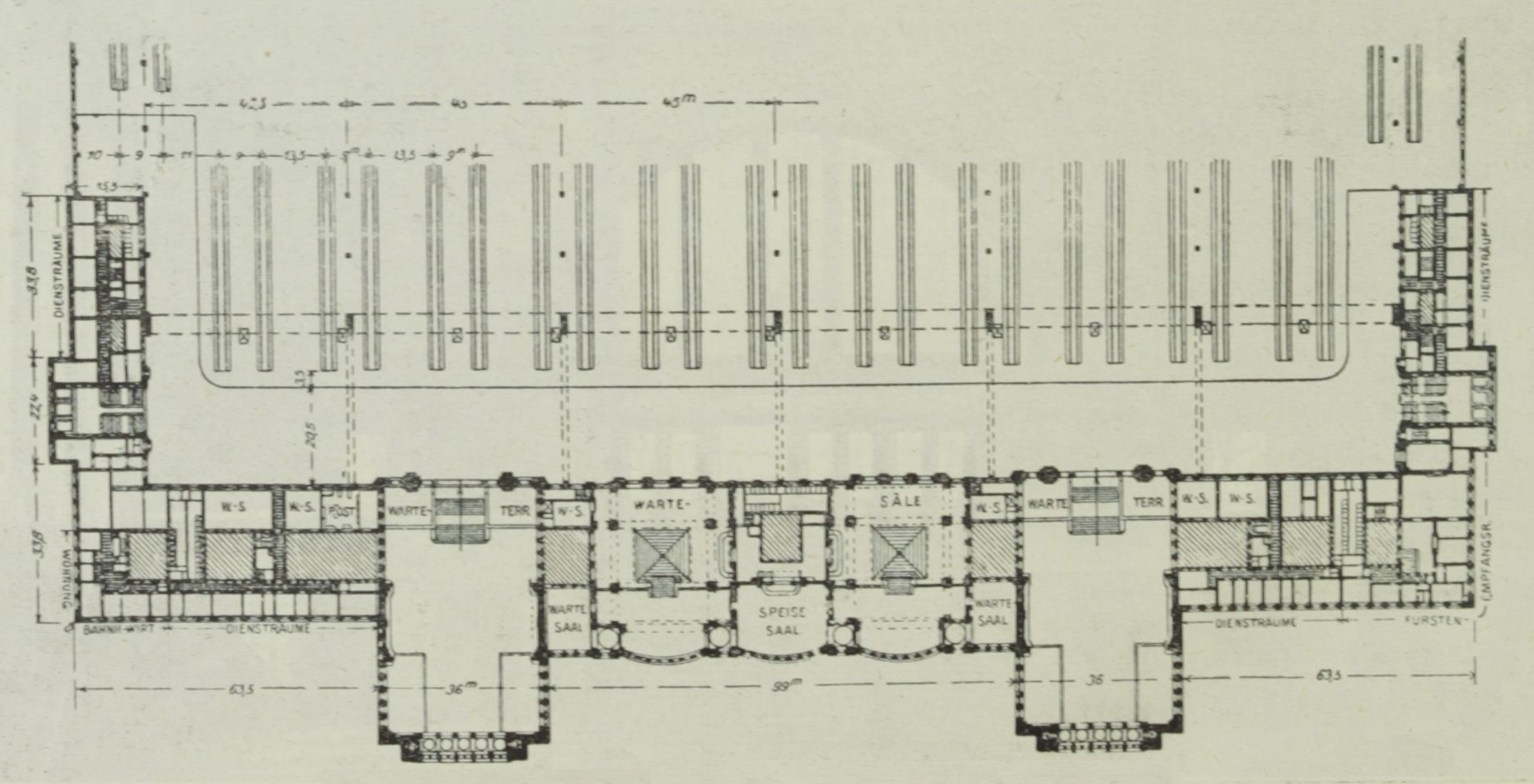
Der Grundriss für den Neubau

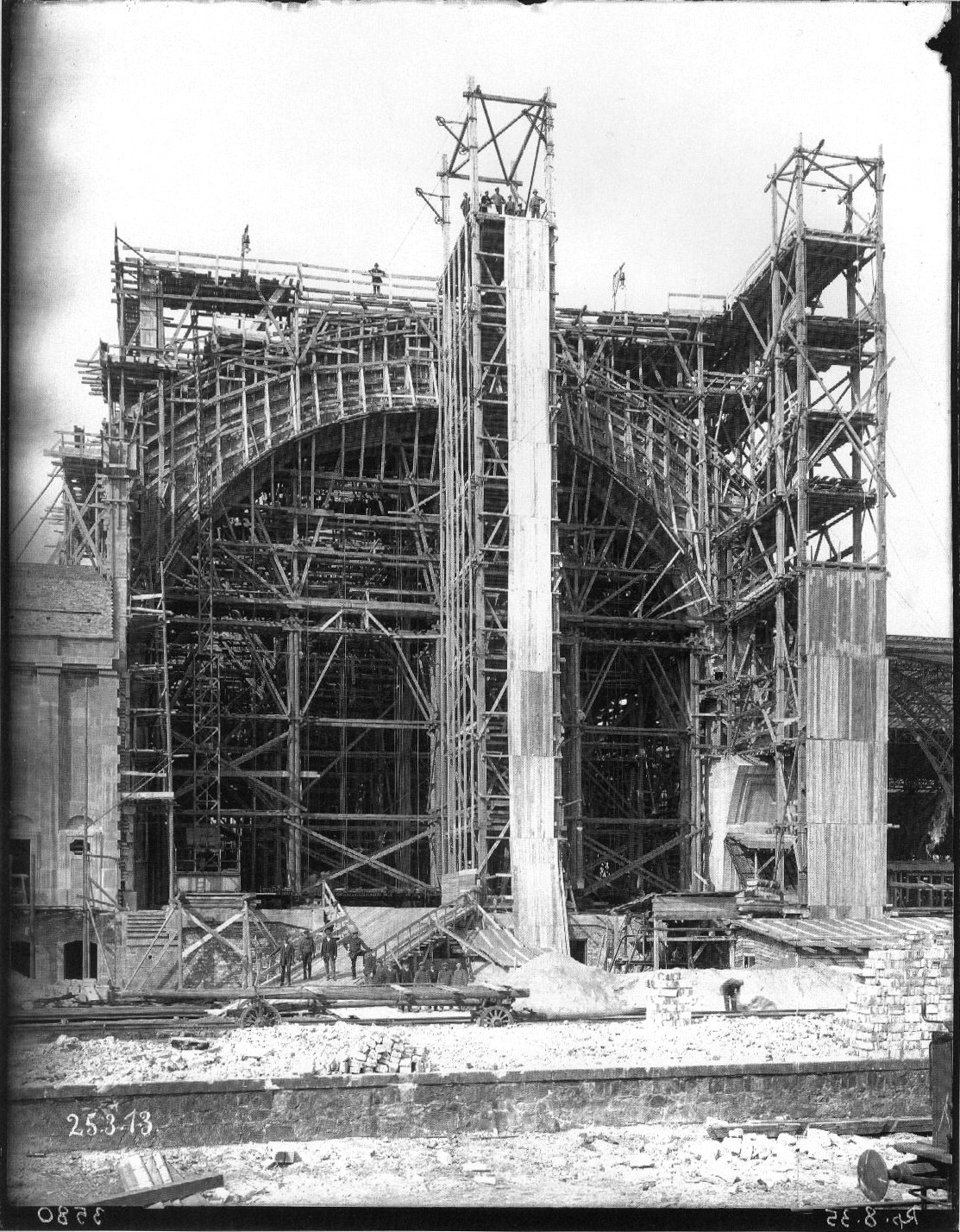
Bau des Querbahnsteigs (Foto aus dem Jahre 1913 von Bernhard Müller, Schwager von Hermann Walter)

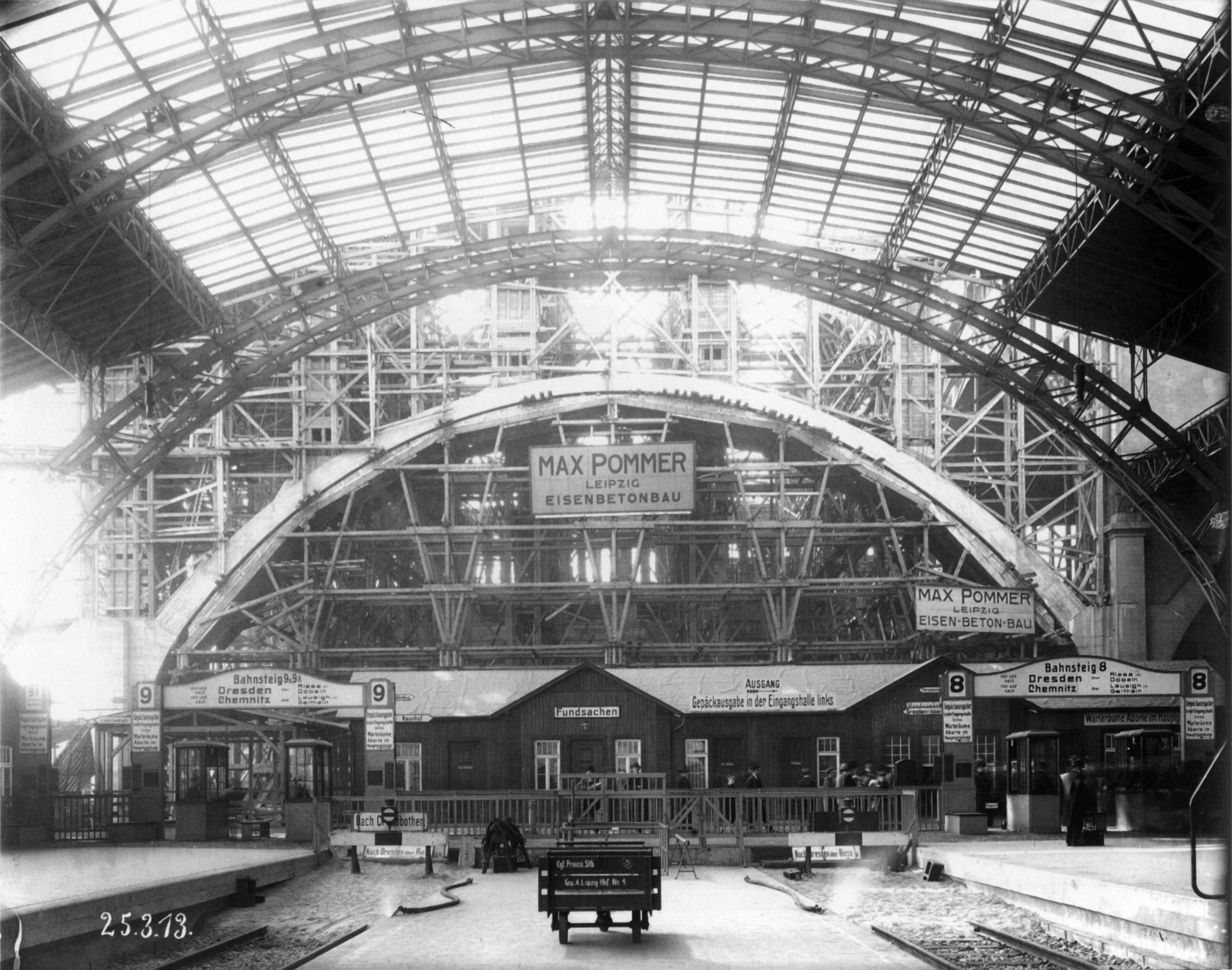
Bau des Hauptbahnhofs

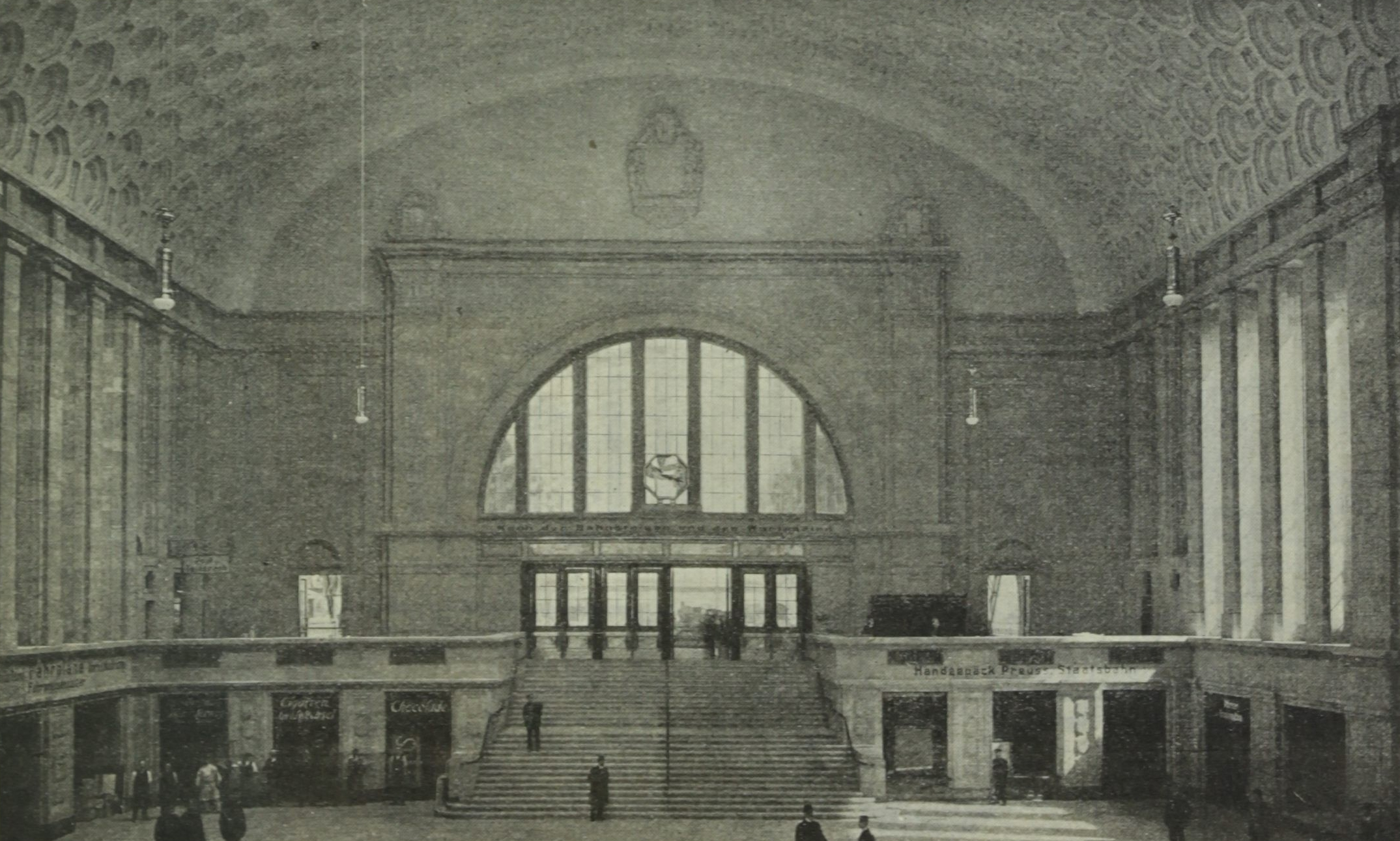
Die westliche Eingangshalle 1913

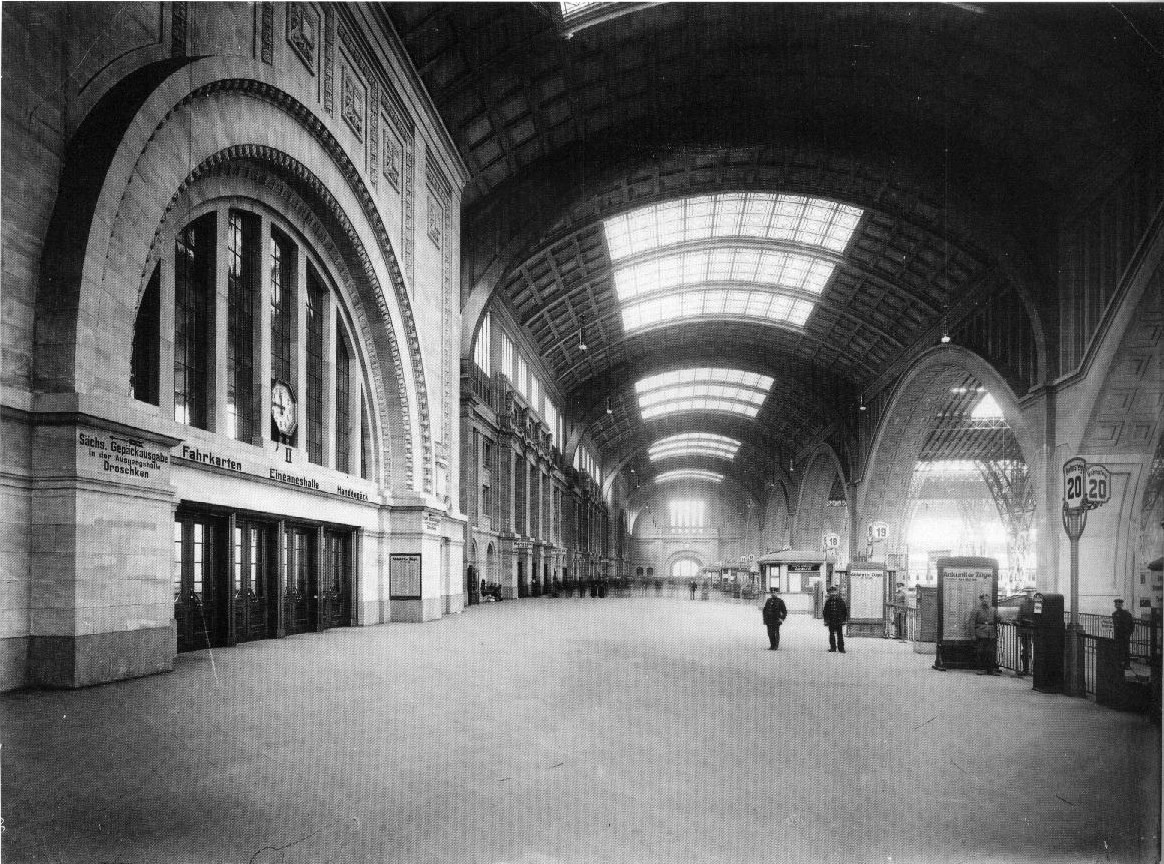
Ansicht des fertigen Querbahnsteigs im Jahre 1916

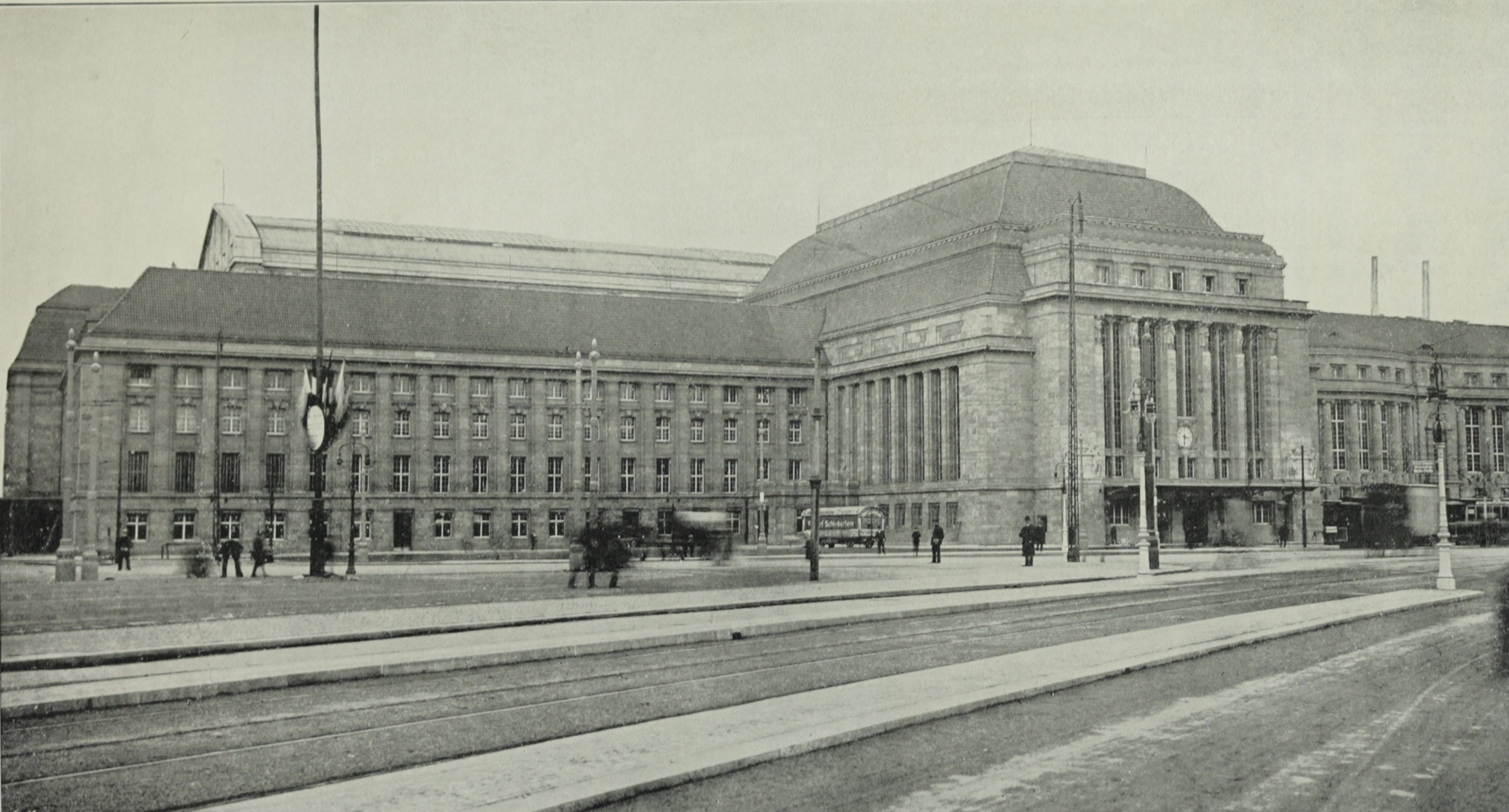
Das fertige Gebäude 1913

Den 1909 initiierten Wettbewerb für die Bahnsteighalle gewannen die Ingenieure Eilers und Karig. Karig erstellte den Vorentwurf, der von Louis Eilers abschließend bearbeitet wurde. Eilers, der Unternehmer war und eine Firma in Hannover-Herrenhausen besaß, lieferte dann gleichzeitig die Konstruktionsteile.
Die Grundsteinlegung des Bahnhofs fand am 16. November 1909 in der südwestlichen Ecke des Empfangsgebäudes statt. Die Fertigstellung war zu diesem Zeitpunkt für das Jahr 1914 vorgesehen. Da aber die Bauarbeiter 1911 für höhere Löhne streikten, wurde der Bahnhof erst 1915 fertiggestellt. In einer Kapsel, die in das Fundament eingemauert wurde, befinden sich neben Münzen und Tageszeitungen auch der Kostenvoranschlag für den Hauptbahnhof und Unterlagen zum Architekturwettbewerb. Dies sollte nachfolgenden Generationen die damalige Budgetdisziplin aufzeigen.
Der Zugverkehr hatte während der Bauphase Priorität und wurde nicht unterbrochen. Lediglich der Güterverkehr wurde größtenteils vorübergehend aus dem Zentrum der Stadt hinaus verlagert. Da der Abbruch der alten und der Bau der neuen Bauwerke parallel abliefen, musste der Zugverkehr immer wieder verlagert werden.
Schwierigkeiten bereitete der morastige Baugrund des Hauptbahnhofs. Um ausreichende Stabilität zu erreichen, mussten 3.125 Gründungspfähle aus Stahlbeton sieben Meter tief in die Erde getrieben werden. Der Wasserlauf der Parthe wurde für den Bau unter die Erde verlegt und umgeleitet, um einen entsprechenden Geländeschnitt zu erhalten. Der Kies für den Bau des Leipziger Hauptbahnhofs wurde im Nordwesten der Stadt im jetzigen Auensee abgebaut.
Nachdem die Westseite des Hauptbahnhofs auf dem ehemaligen Terrain des Thüringer Bahnhofs Konturen angenommen hatte, wurden die Hochbauten des provisorischen Thüringer Bahnhof bzw. des vormaligen Magdeburger Bahnhofes abgebrochen.
Der Abbruch der alten Anlagen zog sich von 1907 bis 1913 hin. Während der alte Dresdner Bahnhof noch genutzt wurde, wurde die Westhalle bereits in Betrieb genommen. Am Gleis 1 im westlichen Seitenschiff fuhr der erste Zug am 1. Mai 1912 aus Corbetha ein. Die Lok war eine preußische P 4 mit der Bahnnummer 1930 Halle. Gleichzeitig wurden die Züge von und nach Zeitz und weiter zu den neugebauten Anlagen verlegt. Zu diesem Zeitpunkt waren vier Bahnsteige mit sechs Gleisen nutzbar.
Immer mehr Zugverbindungen wurden 1912 und 1913 vom noch nicht fertiggestellten Hauptbahnhof übernommen:
- 20. September 1912 die Verbindung Leipzig–Halle vom Berliner Bahnhof
- 1. Oktober 1912 die Verbindung aus Richtung Berlin vom Bayerischen und Berliner Bahnhof sowie die Schnell- und Eilzugverbindung aus Richtung Hof vom Bayerischen Bahnhof
- 1. Februar 1913 die Verbindungen von und nach Chemnitz und Dresden.

Danach wurden zur endgültigen Schaffung der Baufreiheit auch die Bauten des Dresdener Bahnhofes beseitigt.
Mit der Teilinbetriebnahme des Hauptbahnhofs wurde auch der Fernverkehr in Richtung Cottbus vom zwei Kilometer entfernten preußischen Eilenburger Bahnhof auf die neue Station verlagert. Die festliche Einweihung des Bahnhofs mit der Schlusssteinsetzung auf der Empore der Osthalle fand am 4. Dezember 1915 statt. Der Schlussstein mit dem eingemeißelten Schriftzug Schlußstein 4. Dezember 1915 war der Grundstein des Dresdner Bahnhofs. Zu dieser Zeit war der Hauptbahnhof Leipzig einer der größten Bahnhöfe der Welt, mit 26 Gleisen in der Bahnhofshalle und weiteren fünf Außenbahnsteigen.
Die Gesamtsumme für den kompletten Umbau der Bahnanlagen inklusive Bahnhof betrug 137,05 Millionen Mark, wobei auf den Bau des Hauptbahnhof-Gebäudes 60,75 Millionen Mark entfielen. Aufgeteilt wurde diese Summe auf Sachsen mit 54,53 Millionen Mark, Preußen mit 55,66 Millionen Mark, die Reichspostverwaltung mit 5,76 Millionen Mark und die Stadt Leipzig mit 21,1 Millionen Mark.
Die Grundfläche von Empfangsgebäude und Bahnsteighalle beträgt 83 640 Quadratmeter, der umbaute Raum circa 1,5 Millionen Kubikmeter, die Länge des Querbahnsteigs 270 Meter. Die verarbeiteten Baustoffmengen werden mit 625 Tonnen Glas, 34 000 Tonnen Zement und 7000 Tonnen Eisenteile angegeben.
Während auf der preußischen Seite die vorhandenen Stellwerksanlagen lediglich angepasst wurden, setzte die Sächsische Staatseisenbahn auf das Modernste, was seinerzeit erhältlich war. So entstanden die Befehlsstellwerke 1 und 2 und einige Wärterstellwerke als elektromechanische Stellwerke der Bauart 1907.

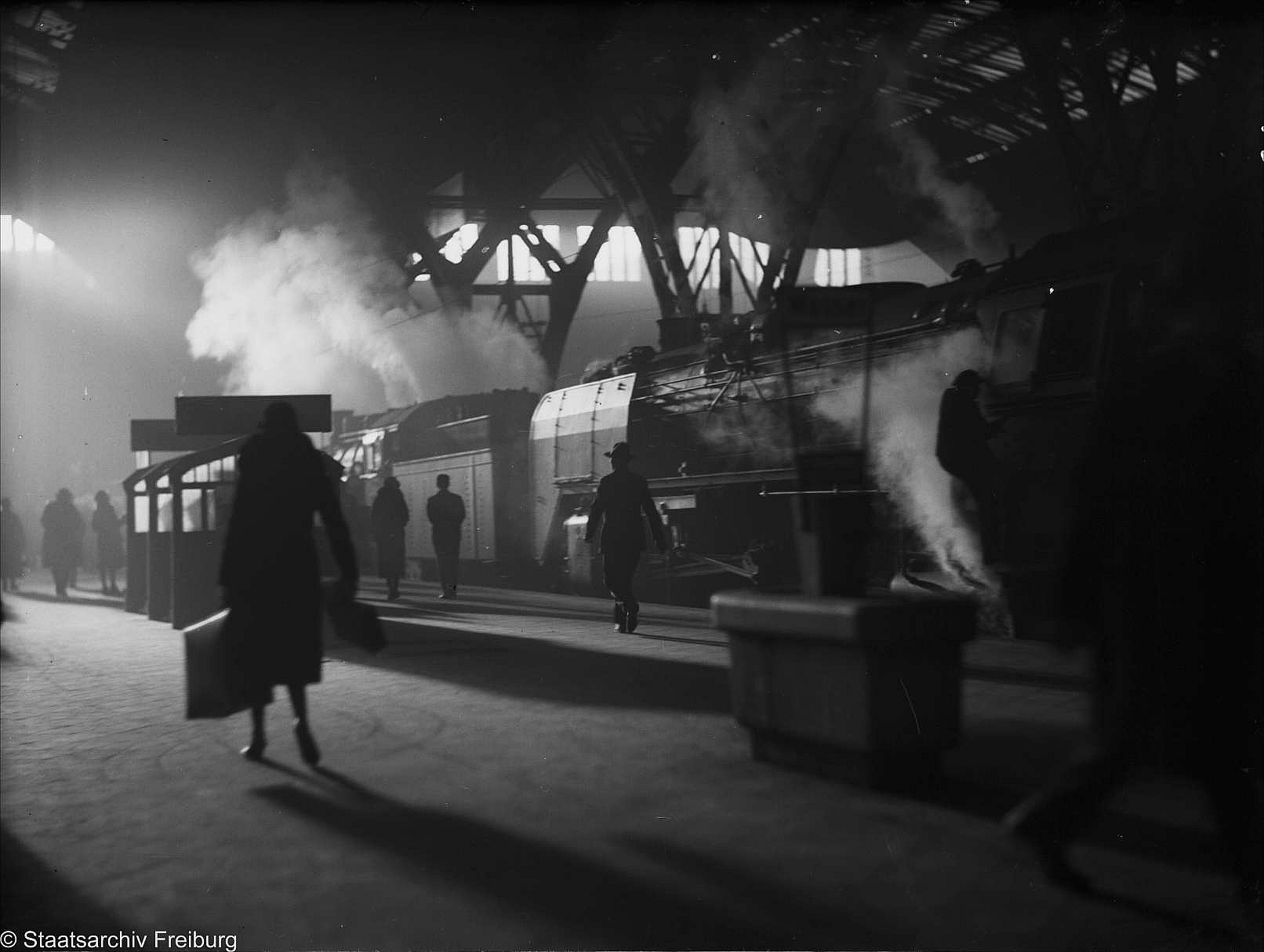
Ankunft im Leipziger Hauptbahnhof, 1931

Die betriebliche Trennung nach Eisenbahnnetzen existierte auch nach der Gründung der Deutschen Reichsbahn im Jahr 1920 fort. So war die Reichsbahndirektion Halle für den ehemals preußischen Teil zuständig, die RBD Dresden für den ehemals sächsischen. Erst 1934 wurde dann der ganze Bahnhof der RBD Halle zugeordnet.
Im Sommerfahrplan 1939 verzeichnete der Bahnhof zusammen 156 Ankünfte und Abfahrten regelmäßig verkehrender Fernzüge. Er war damit, nach Berlin, Köln und Frankfurt am Main, der viertbedeutendste Fernzugknoten im Netz der Deutschen Reichsbahn.

### Im Zweiten Weltkrieg
1940 wurde auf der ehemals preußischen Westseite das Stellwerk 3 als Ersatz für das alte Reiterstellwerk W-O gebaut. Es wurde als elektromechanisches Vierreihenhebelwerk der Bauform VES ausgeführt.
Bei dem ersten schweren Luftangriff auf Leipzig der Royal Air Force am 4. Dezember 1943 trafen einige Bomben den Bahnhof bzw. das Bahnhofsgelände. Eine große Anzahl von Güter- und Expressgutwagen brannte aus (rund um den Expressgutschuppen zu beiden Seiten der Bahnsteighalle).
Der Angriff der 8. US-Luftflotte am 7. Juli 1944 verursachte schwerste Beschädigungen vor allem an der Westhalle und der Querbahnsteighalle. 46,2 Tonnen Bomben trafen an diesem Tag den Bahnhof, wobei zunächst einer der stützenden Abschlussbögen aus Stahlbeton brach. Dadurch kam es in den folgenden 20 Minuten zu einer Kettenreaktion, bei der die Stahlbetonbögen zwischen den Hallenschiffen und das Dach der Querbahnsteighalle komplett einstürzten. Die Osthalle blieb weitgehend unversehrt. An diesem Tag starben in den Luftschutzkellern zwischen den Bahnsteigen hunderte Eisenbahner und Reisende.
Ab Februar 1945 war der Zugverkehr durch die Zerstörungen erheblich eingeschränkt. Nach dem letzten großen Luftangriff am 9. April 1945 kam der Betrieb bis Ende Mai 1945 vollständig zum Erliegen.

### Nachkriegszeit
Die Trümmerbeseitigung auf den Bahnsteigen ermöglichte zunächst die Wiederaufnahme des Zugverkehrs ab Ende Mai 1945. Unmittelbar vor dem Hauptbahnhof und in der klaffenden Lücke des zerstörten Querbahnsteigs auf der Ebene der einstigen Gepäckanlagen fuhren Trümmerbahnen. Innerhalb von mehr als sechs Jahren mussten 20.000 Sprengungen ausgeführt und 30.000 Kubikmeter Schutt beseitigt werden. Die Sprengungen waren nötig, um die Stahlbetontrümmer so weit zu verkleinern, dass sie abtransportiert werden konnten. Zur ersten Friedensmesse im März 1946 waren einige Bahnsteige wieder komplett betretbar und 1947 anlässlich der Frühjahrsmesse war der Querbahnsteig wieder teilweise nutzbar. 1948 folgten die wichtigsten Ausbesserungen am Querbahnsteig. Zur Herbstmesse waren 7.000 Quadratmeter wiederhergestellt. 1949 war die Osthalle im Wesentlichen wiederhergestellt. Im Jahr darauf erreichte die neu gezogene Betondecke in der Querbahnsteighalle 9.000 Quadratmeter.

Erscheinungsbild nach dem Zweiten Weltkrieg
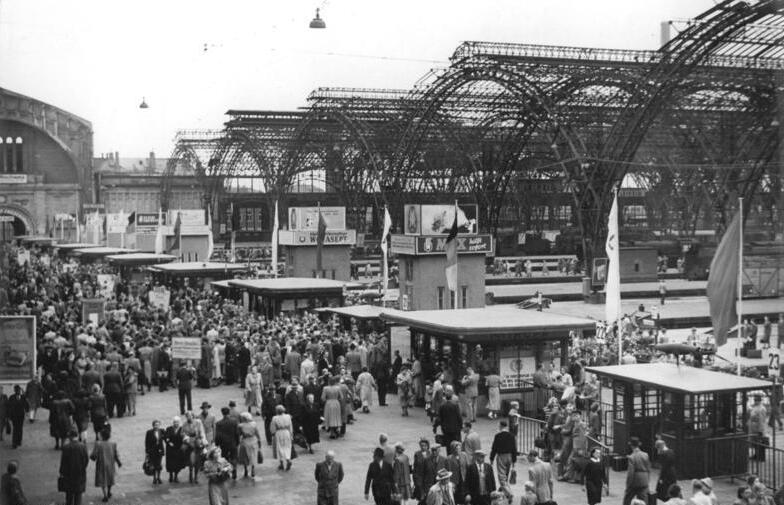
Querbahnsteig, 1953
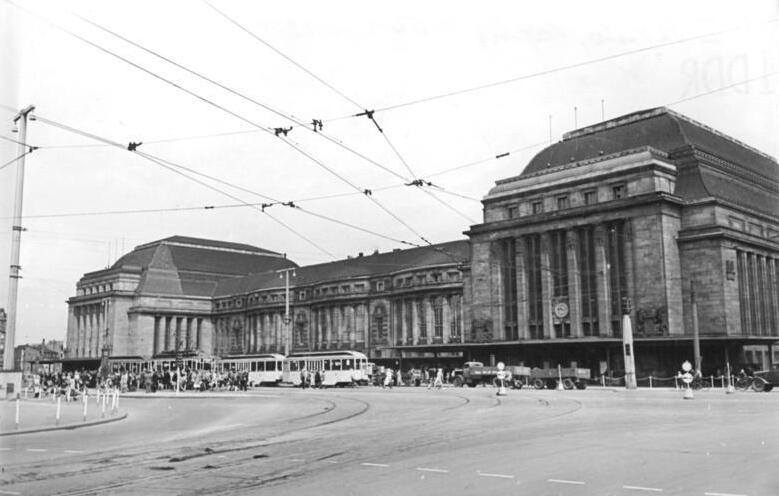
Bahnhofsvorplatz, 1954
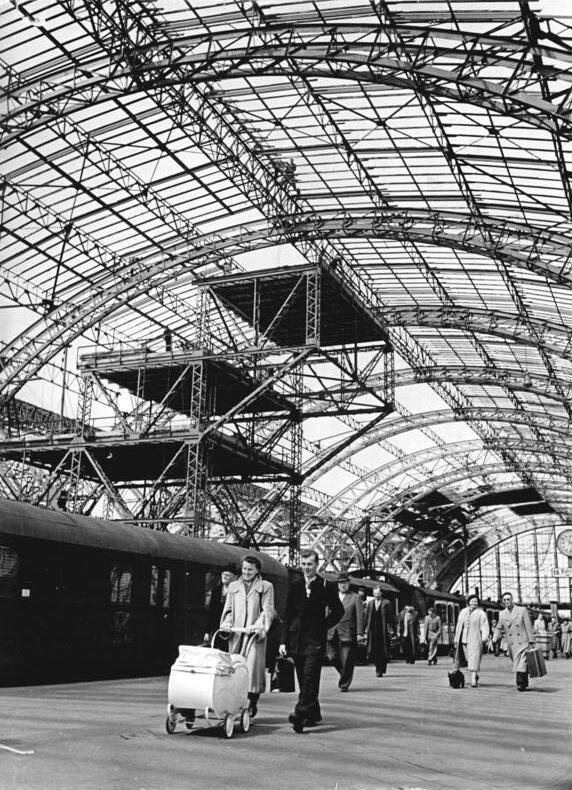
Verglasung der Bahnsteighalle, 1955
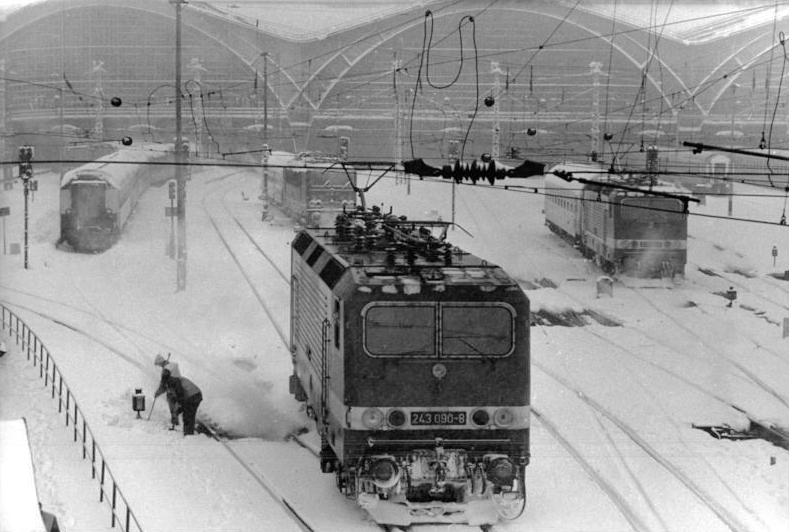
Winter 1987

Nach der Beendigung der Arbeiten am Querbahnsteig wurde in den Jahren 1950/51 die Westhalle wiederaufgebaut und am 15. August 1951 unter Anwesenheit von sowjetischen Offizieren feierlich eingeweiht und dem Verkehr übergeben. Im Gegensatz zum Empfangsgebäude blieb die Bahnsteighalle bis zehn Jahre nach dem Krieg ohne Bedachung. Dieser Zustand änderte sich mit dem Beschluss des Ministerrates der DDR zum vollständigen Aufbau des Leipziger Hauptbahnhofes. 1954 wurden hierfür 60 Millionen Mark eingeplant. Ab 1955 drehten sich die Baukräne über der Bahnsteighalle. Man begann mit der Verglasung der Seitenwände entlang der Randbahnsteige. Danach waren die sechs Hallenschiffe an der Reihe, wobei im mittleren Bereich (Bahnsteige 10 bis 18) mit der Verglasung des Daches begonnen wurde. Alle sechs Hallen mit einer Überdachung von 60.000 Quadratmeter waren zur Herbstmesse 1957 fertiggestellt, wobei die Verglasung des Daches bis 1961 dauerte. Nach dem Abschluss der Arbeiten an der Bahnsteighalle kam die Querbahnsteighalle an die Reihe. Begonnen wurde mit dem schwierigen originalgetreuen Wiederaufbau der zerstörten Abschlussbögen. Nachdem die Pfeiler in 18 Metern Tiefe gegründet waren, wurden die Bögen in traditioneller Geometrie betoniert.
Die Querbahnsteighalle erhielt ein anderes Aussehen mit großen Glasflächen im oberen Teil und hatte 1960 wieder ein komplettes Dach. Die Reparatur des Querbahnsteigs dauerte bis 1963, wobei dieser um sechs Meter verbreitert wurde, indem die Bahnsteigsperren und Aufzugtürme für das Reisegepäck entfernt wurden. Um 1960 wurden zudem die Stellwerke auf Lichtsignale umgerüstet. Dabei kam das seinerzeit neue Hl-Signalsystem zum Einsatz, teilweise mit in Reihe geschalteten Haupt- und Nebenfäden der Signallampen unter Beibehaltung der von den Formsignalen stammenden 136-V-Stromversorgung. Die komplette Wiederherstellung des Bahnhofs sollte bis zum 4. Dezember 1965 dauern. Schon am 9. September 1965 schrieb die Leipziger Volkszeitung, Zitat:

„Alles addiert, all das durchdacht, wird der Leipziger Hauptbahnhof – aus Ruinen neu, schöner entstanden – zu einem aussagekräftigen Symbol für das Aufbauwerk seit 1945, für den Elan, der Leipzigs fleißige Bürger beflügelt.“

Nach dem Zweiten Weltkrieg galt für die Deutsche Reichsbahn die Richtlinie, stark zerstörte Bahnhofshallen nicht wieder aufzubauen.
Da jedoch der Leipziger Hauptbahnhof besonders für westliche Messegäste eine Schaufenster- und Repräsentationsfunktion besaß, wurde ein weitestgehend originalgetreuer Wiederaufbau angestrebt. Die Reichsbahn wurde für diesen Aufbau im In- und Ausland gelobt, dies traf auch auf die Leipziger Bevölkerung und die Messegäste zu.
Mit zusammen 185 regelmäßigen An- und Abfahrten pro Tag im Fernverkehr war der Hauptbahnhof, nach dem Knoten Berlin, im Sommerfahrplan 1989 der zweitbedeutendste Knoten im Netz der Deutschen Reichsbahn.
Am 15. Mai 1960 kam es wegen Fehlhandlungen von Stellwerkspersonal zum Zusammenstoß zweier Reisezüge im Einfahrbereich des Bahnhofs. Es war eines der schwersten Eisenbahnunglücke in der Geschichte der DDR.

### Aufstand des 17. Juni 1953
Am Mittag des 17. Juni 1953 wurde die Transportpolizei auf dem Hauptbahnhof in Alarmbereitschaft versetzt. Um 14:30 Uhr stürmten Demonstranten unter Führung des ehemaligen Transportpolizisten Herbert Kaiser die Wache gegenüber Bahnsteig 1. Die Demonstranten erbeuteten Waffen, die gerade in den Waffenschrank eingeschlossen werden sollten. Die Waffen fand man später unbenutzt wieder. Herbert Kaiser wurde wegen führender Beteiligung an der Entwaffnung der Transportpolizei verhaftet und am 19. Juni an die sowjetische Besatzungsmacht übergeben. Am 15. Dezember 1953 wurde er hingerichtet.
Nach diesem Ereignis am 17. Juni verlagerte sich der Brennpunkt vor das Untersuchungsgefängnis in der Beethovenstraße. Um 15:15 Uhr eröffneten Volkspolizisten das Feuer auf die Demonstranten. Dabei wurde Dieter Teich tödlich getroffen. Er war damit das erste Opfer des Aufstandes in Leipzig. Der Leichnam wurde von den Demonstranten durch die Innenstadt in den Hauptbahnhof geschleppt, wo er beschlagnahmt wurde. Zuvor wurde der Tote von Verkäuferinnen des Blumen-Hanisch aus der Westhalle mit Blumen überhäuft. Um 16:00 Uhr verhängte der sowjetische Militärkommandant Jazkewitsch über den gesamten Bezirk Leipzig das Kriegsrecht. Am frühen Abend des 17. Juni fuhren Panzer vom Typ T-34 auf und flankierten die Eingangshallen des Bahnhofs auch bis zum nächsten Tag. Das Kriegsrecht galt in der Stadt Leipzig bis zum 11. Juli 1953.

### Unterirdisches Gefängnis im Bahnhof (1985 bis 1990)
Da der Leipziger Hauptbahnhof zu DDR-Zeiten Umsteigepunkt von bis zu 1.200 Gefangenen pro Monat war, wurde im Posttunnel zwischen den Gleisen 7 und 8 ein Gefängnis eingerichtet.
Die Zellen (ohne Tageslicht) mit 73 Sitz- und 16 Liegeplätzen wurden 1985 von Transportpolizei und Deutscher Reichsbahn gemeinsam errichtet. Für die menschenunwürdigen Transport- und Haftbedingungen war auch die Deutsche Reichsbahn verantwortlich. So wurden mangelhaft belüftete Zellen und nicht klimatisierte Zellentransportwagen gemäß dem Beschluss eines Neuererkollektivs von 1984 gebaut.

### DEFA-Zeitkino
Das DEFA-Zeitkino war bis zum Umbau des Berliner Ostbahnhofes 1987 eines von zwei Kinos seiner Art in der DDR und entstand 1950 in den Zugangsräumen zu den Tunnelbahnsteigen, die als Vorleistung für die Verbindung zum Bayerischen Bahnhof unter dem Bahnsteig 22/23 gebaut und während des Zweiten Weltkrieges als Luftschutzraum genutzt worden waren. Es wurde Ende 1992 wegen baulicher Mängel endgültig geschlossen. Das Kino verfügte über 204 Sitzplätze und brachte zwischen 10:00 und 18:30 Uhr einen 70 Minuten dauernden Kurzfilmzyklus sowie zwei Spielfilme. 1978 zählte das Kino mehr als 300.000 Zuschauer in 5.589 Vorstellungen.

### Umbau nach 1990
Der Hauptbahnhof Leipzig wurde, neben dem Kölner Hauptbahnhof, 1994 für ein Modellprojekt zur Umgestaltung und kommerziellen Mehrfachnutzung stark frequentierter Bahnhöfe ausgewählt.
Die Reiseverkehrsanlagen wurde in der zweiten Hälfte der 1990er-Jahre umfassend erneuert. Dabei wurden der Bereich des Querbahnsteigs, die Eckgebäude Ost und West vollständig entkernt und in diesem Bereich ein Einkaufszentrum mit zwei zusätzlichen Geschossen unterhalb des Querbahnsteigs eingerichtet. Das Einkaufszentrum erhielt den Namen PROMENADEN Hauptbahnhof Leipzig. Im Bereich des Eckgebäudes West wurden zudem Vorarbeiten für den später errichteten Citytunnel durchgeführt. Heute beherbergt das Empfangsgebäude ca. 20.000 m² vermietete Fläche mit 140 Geschäften. Der Umbau wurde durch die ECE-Gruppe konzipiert, welche auch das Einkaufszentrum verwaltet. Eigentümer ist ein von der DWS (Deutsche Bank) verwalteter Immobilienfonds, in dem über 2.600 Einzelanleger ihr Geld angelegt haben.

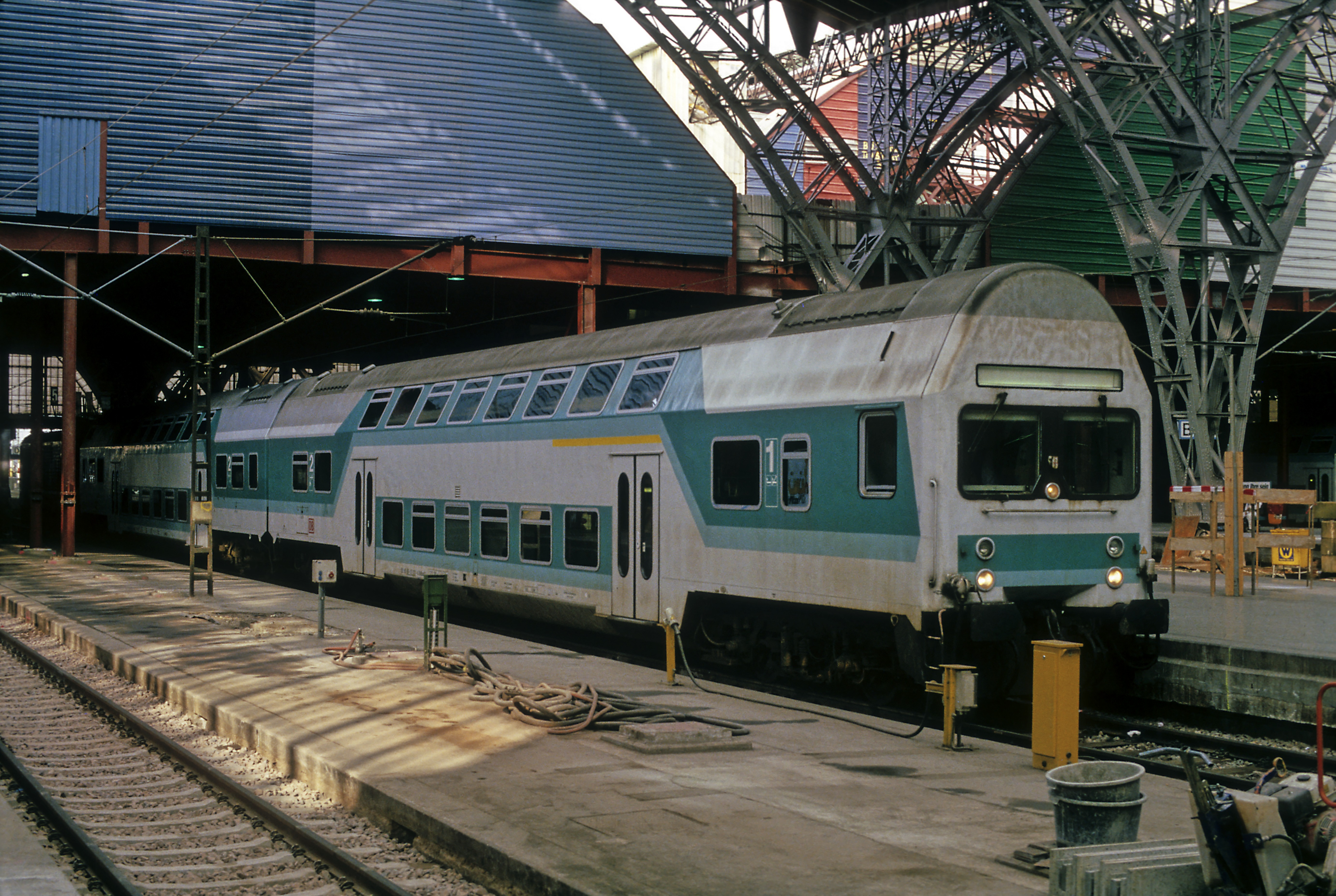
Hallendachsanierung 1997

In einem offenen Realisierungswettbewerb errang das Architekturbüro Hentrich-Petschnigg & Partner (Düsseldorf) den ersten Platz. Auf der Fläche der ehemaligen Gleise 25 und 26 sowie unterhalb vom Gleis 24 wurde ein Parkhaus mit 600 Pkw-Stellplätzen angelegt. Die ursprünglichen Pläne für ein mehrstöckiges Parkhaus auf jenen Gleisanlagen führten zu wochenlangen Protesten der Bevölkerung und von Denkmalschützern. Die verwirklichte, fast ebenerdige Parkdeckvariante beruht auf einem Kompromiss. Insgesamt flossen in die Modernisierung und den Umbau des Bahnhofs etwa 250 Millionen Euro. Insgesamt gingen durch den Umbau innerhalb der Bahnsteighalle sieben Bahnsteiggleise verloren, fünf auf der Westseite und zwei auf der Ostseite.
Zwischen 1995 und 1999 wurden auch die Bahnsteighallen saniert. Dafür wurde in den sechs Hallenschiffen je eine verschiebbare Arbeitsplattform errichtet. Die Arbeiten erfolgten taktweise von den Anschlüssen an die Querbahnsteighalle bis zur Hallenschürze. Unter den Arbeitsplattformen lief der Bahnbetrieb weiter. Die Hallendächer erhielten größere Glasflächen in Anlehnung an die ursprüngliche Ausführung. Damit wurden die Bahnsteighallen deutlich heller.
Als optische Trennung zwischen den Bahnanlagen und den Pkw-Stellplätzen werden auf dem Gleis 24 historische Schienenfahrzeuge ausgestellt. Zu sehen sind dort eine Dampflokomotive der Baureihe 52, ein Schnellverbrennungstriebwagen der Bauart Hamburg sowie jeweils eine elektrische Lokomotive der Baureihen E 04, E 44 und E 94.
Das umgebaute Empfangsgebäude wurde am 12. November 1997 offiziell eröffnet. In den letzten Wochen zuvor mussten die Reisenden besonders lange und umständliche Zugangswege über betrieblich nicht nutzbare Bahnsteige und den Fußgängertunnel kurz vor der Hallenschürze benutzen.

Erscheinungsbild nach der Modernisierung
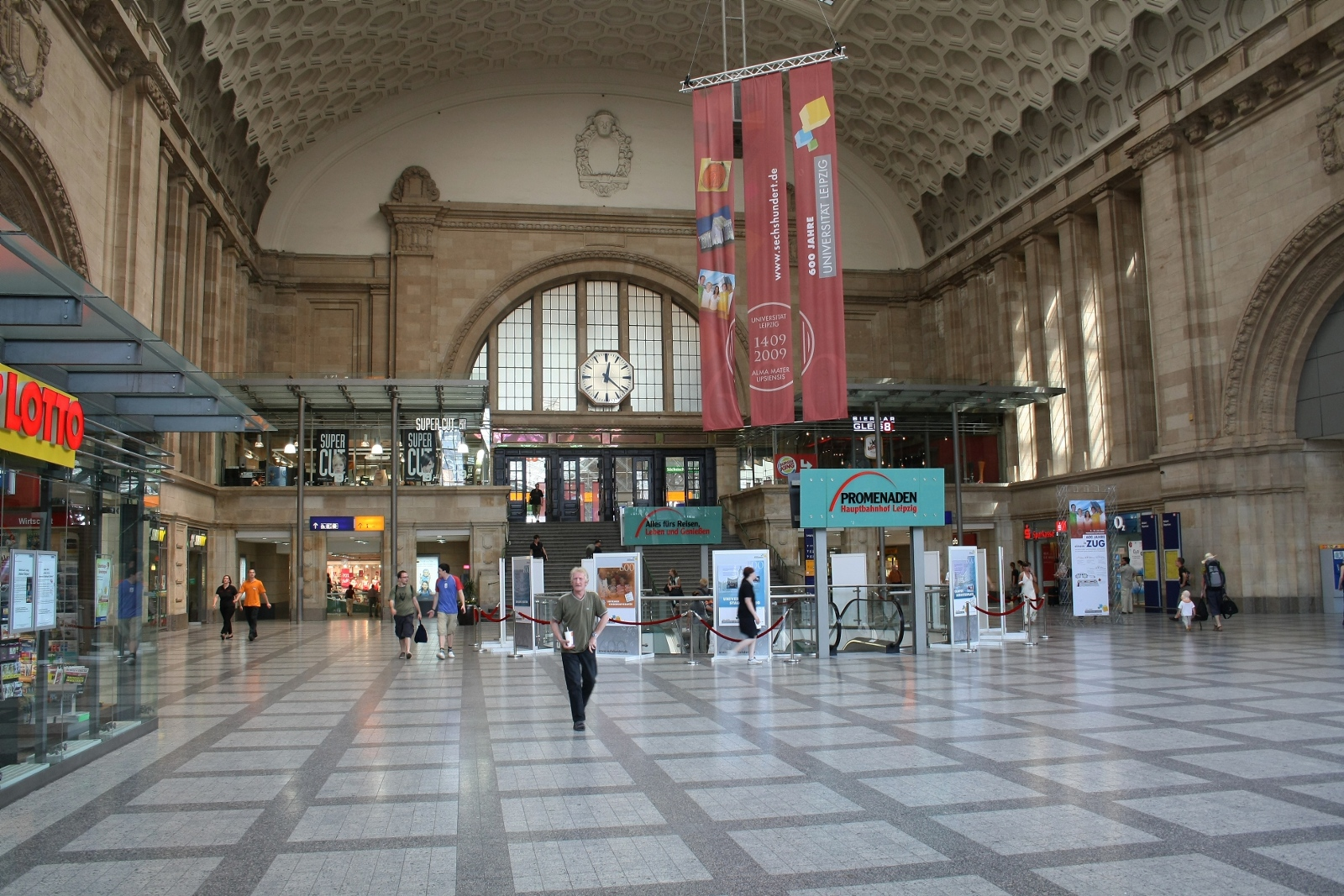
Westhalle
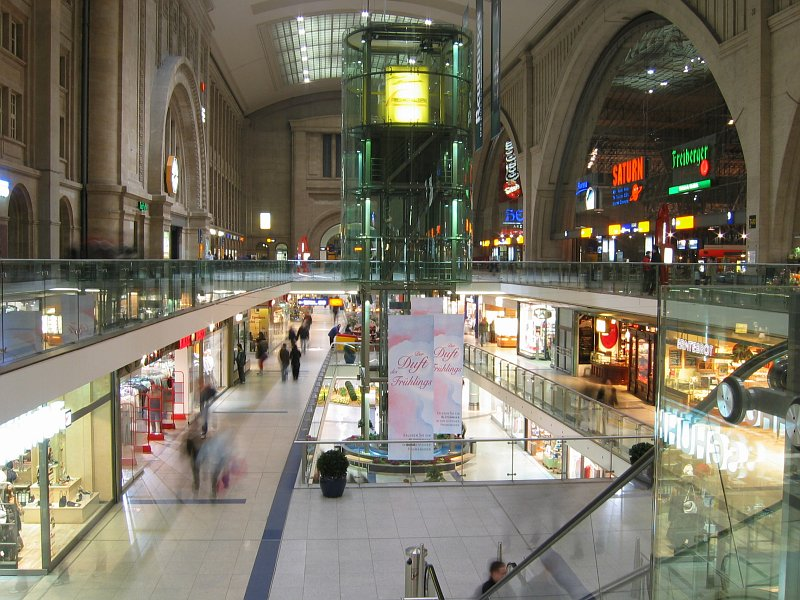
Querbahnsteighalle mit Einkaufszentrum 2004
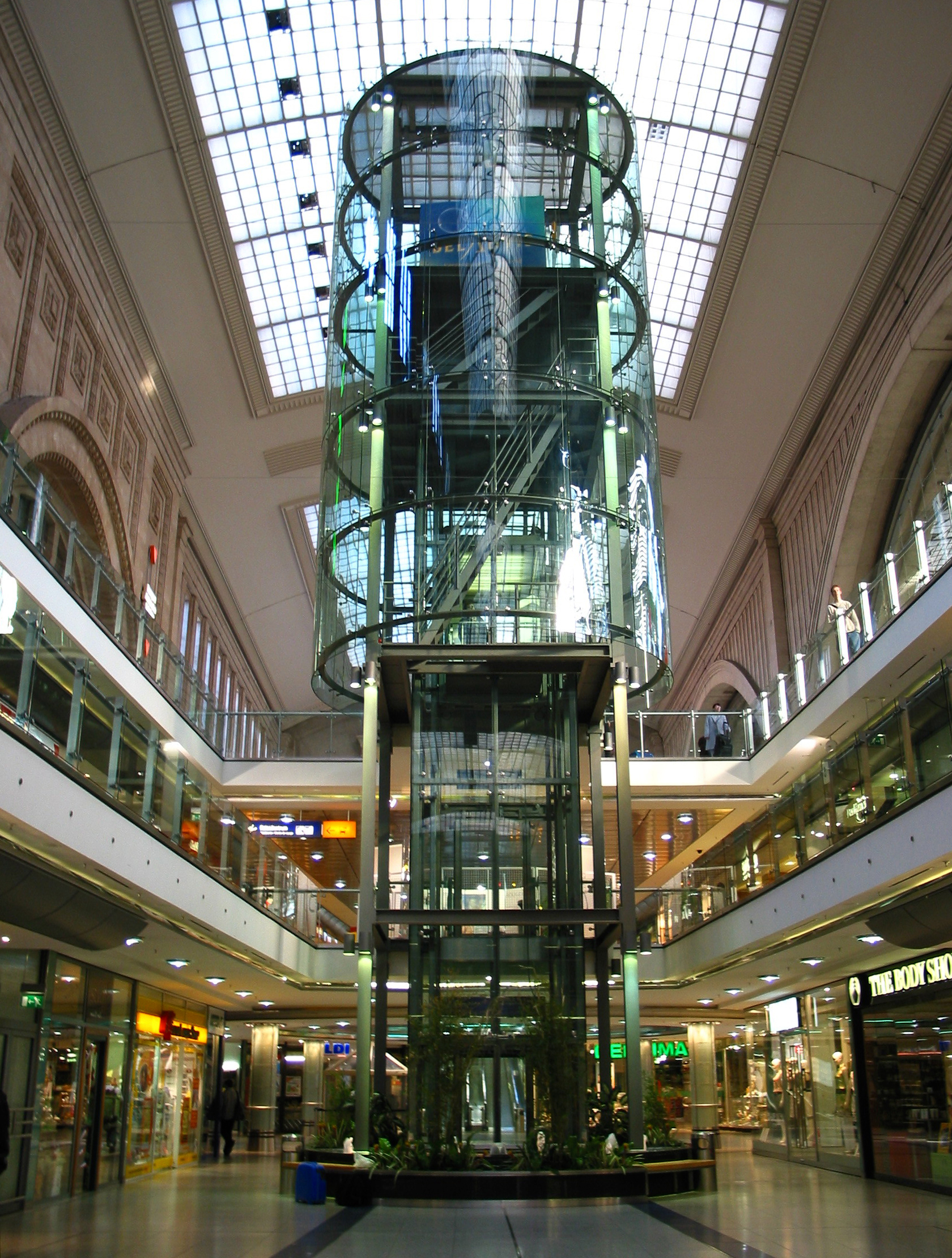
Aufzug in der Querbahnsteighalle
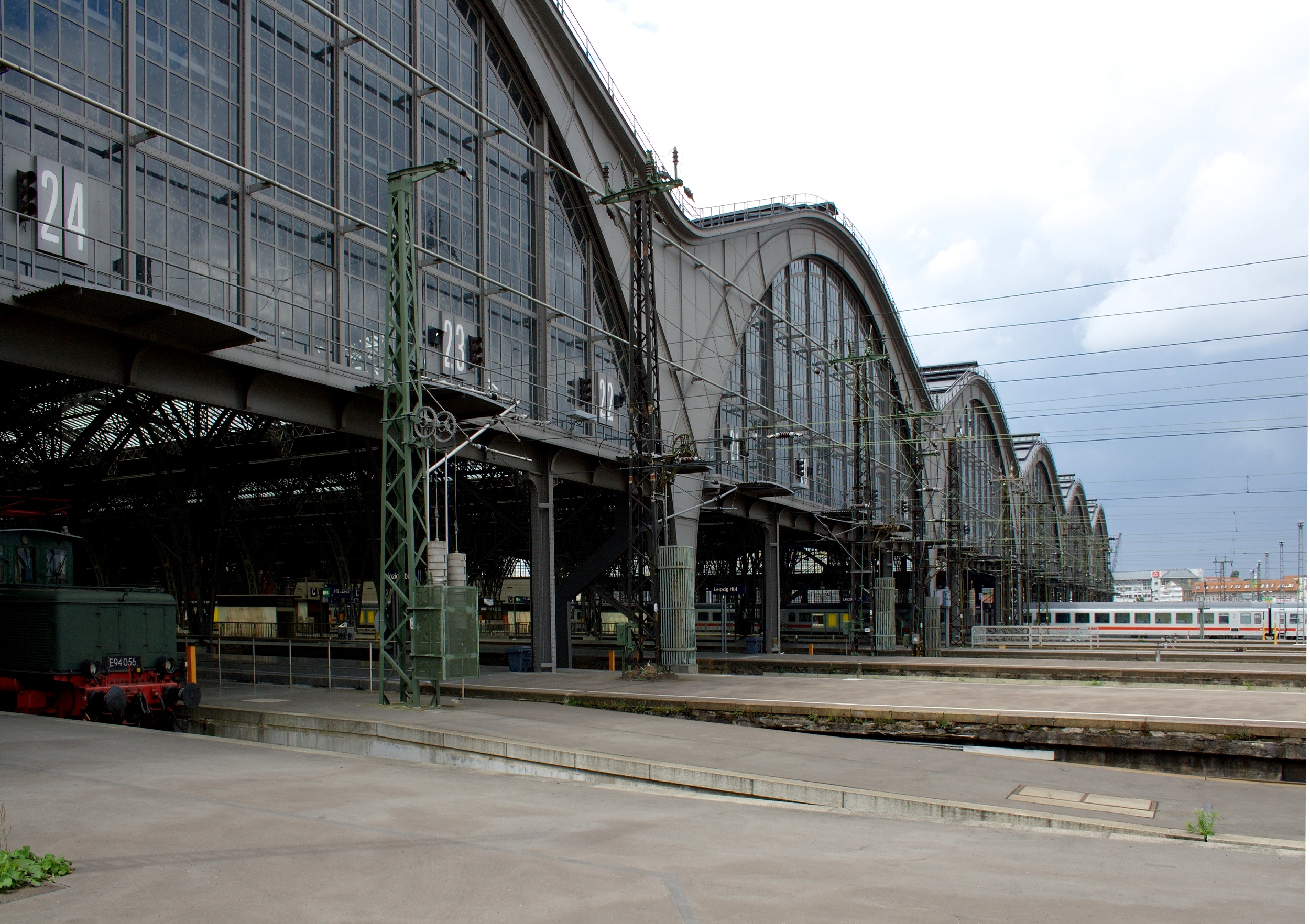
Hallenschürze vom Gleis 24
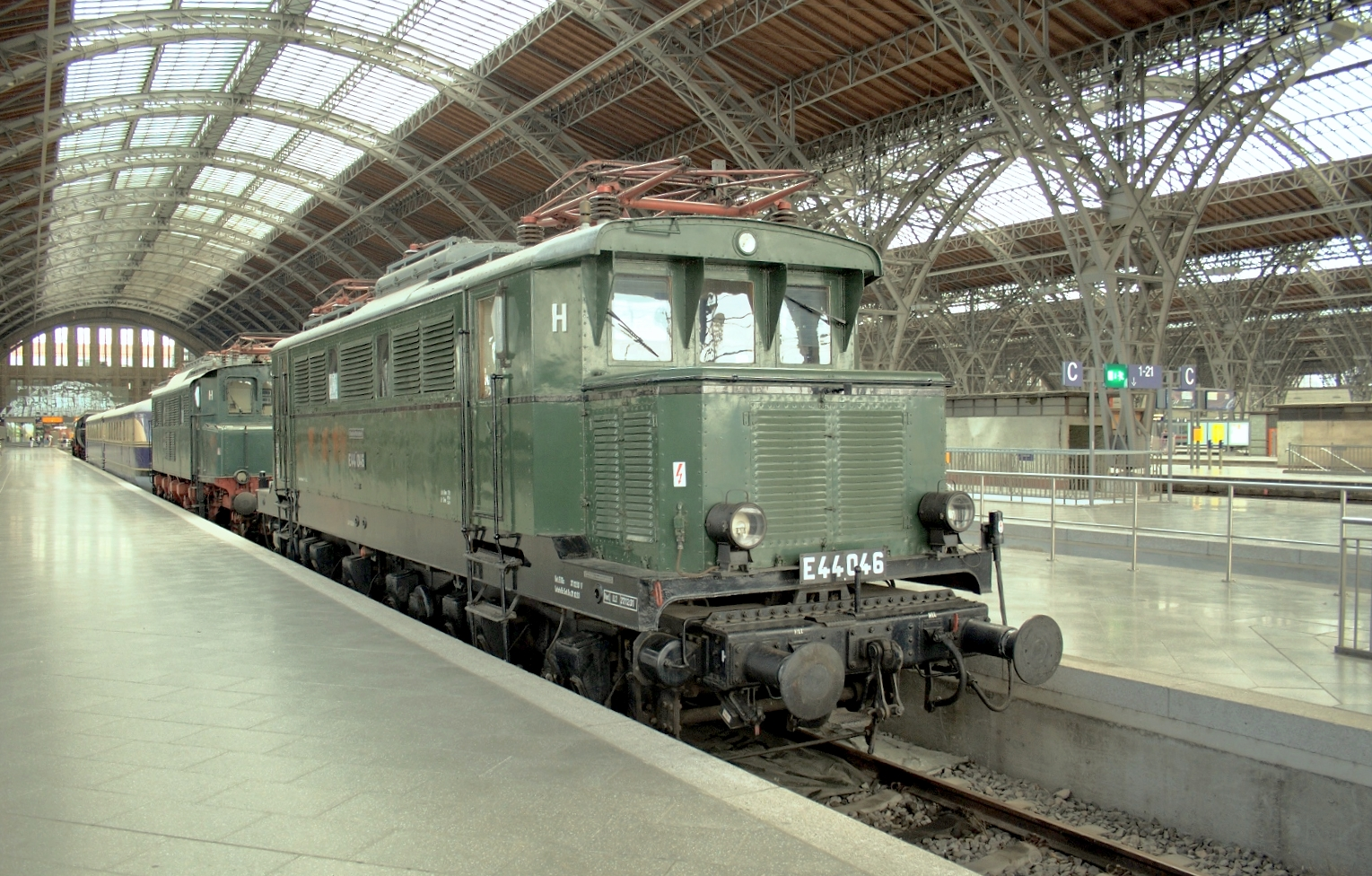
Östliche Bahnsteighalle und Museumsgleis 24
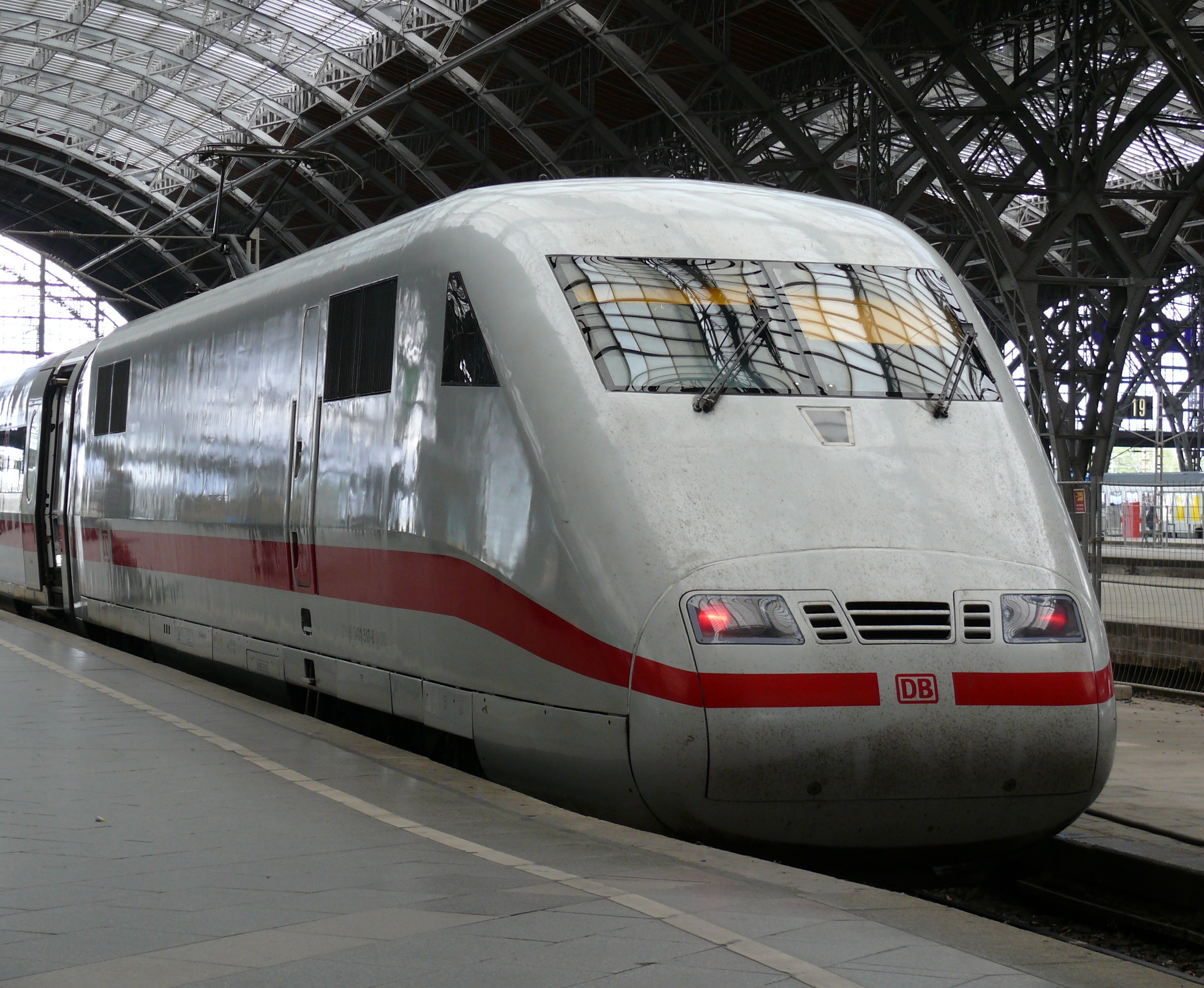
ICE im Leipziger Hauptbahnhof
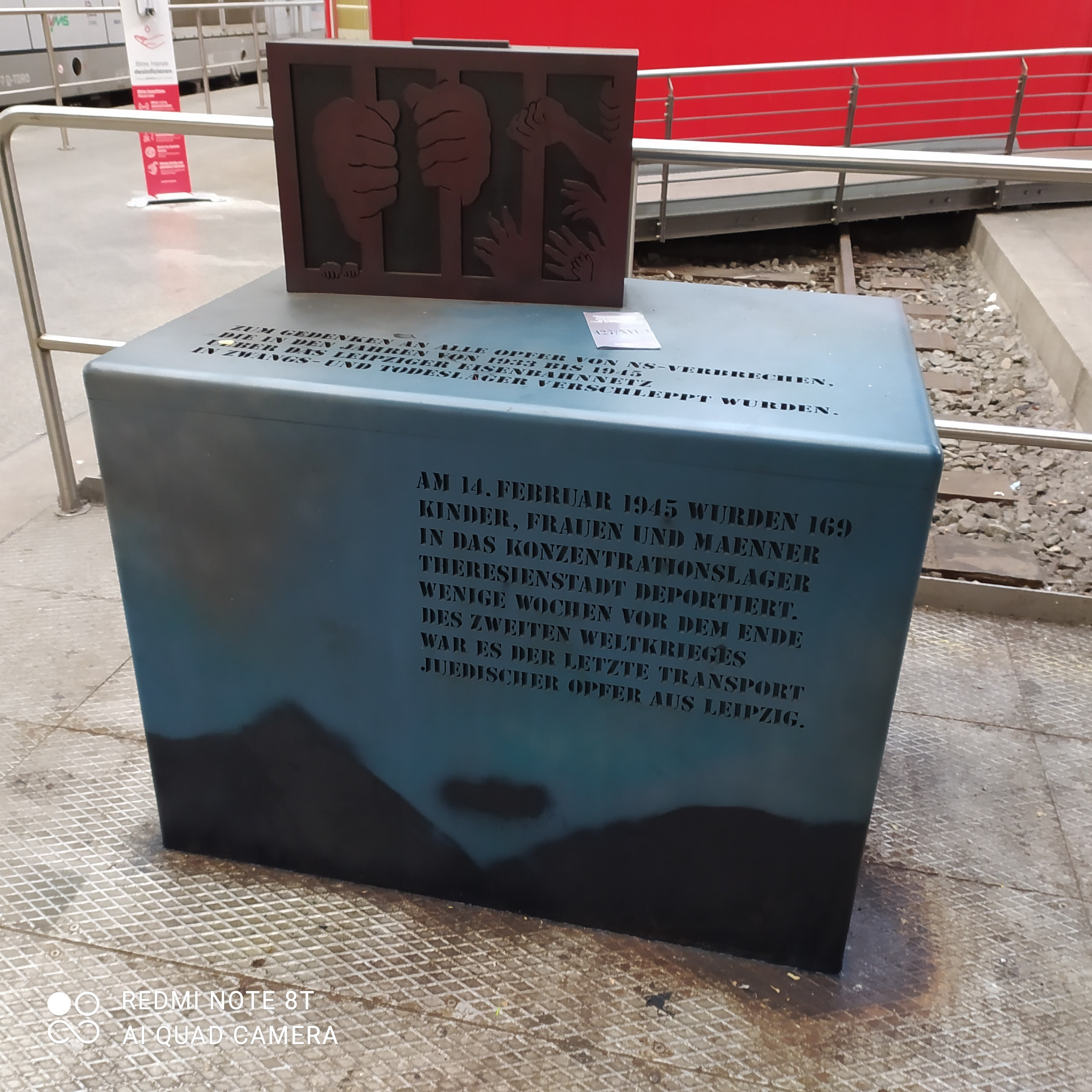
Gedenkort für in der Zeit des Nationalsozialismus Deportierte

Trotz Rationalisierung waren bis 2003 noch 23 Stellwerke mit insgesamt etwa 200 Mitarbeitern in Betrieb. Damit wurden täglich ungefähr 820 Zug- und 300 Rangierfahrten durchgeführt. Bereits 1990 begann die Planung eines Elektronischen Stellwerks in Verbindung mit einem veränderten Spurplan. Im November 2001 erhielt Alcatel SEL den Auftrag für das neue Stellwerk, dessen Planung nach der Unterzeichnung des Vertrags für den Citytunnel (im Mai 2003) grundlegend überarbeitet wurde. Für den Knoten wurden vier Unterzentralen und zwölf ESTW-A geplant. Die Unterzentrale Leipzig Ost, aus der die Außenanlagen im zentralen Bahnhofsbereich gesteuert werden, wurde am 23. November 2003 während einer 20-stündigen Totalsperrung in Betrieb genommen und dadurch neun Altstellwerke ersetzt. Im Rahmen einer 60-stündigen Totalsperrung folgte im September 2004 die Unterzentrale Leipzig Hbf (West), wodurch acht Altstellwerke außer Betrieb genommen wurden.
Mit der Inbetriebnahme der elektronischen Stellwerke wurden die bis dahin selbstständigen Bahnhöfe »Leipzig Magdeburg-Thüringer Bahnhof«, »Leipzig Berliner Bahnhof« und »Leipzig-Dresdener Bahnhof« zu den Bahnhofteilen Leipzig Petzscher Mark, Leipzig Berliner Straße und Leipzig-Volkmarsdorf. Mit der Einbindung der neugebauten S-Bahn-Stammstrecke Leipzig Bayer Bf – Leipzig Nord kamen 2013 die Bahnhofsteile Leipzig Nord und Leipzig Semmelweisstraße dazu.
Am Querbahnsteig befand sich im Preußischen Wartesaal auf Höhe von Gleis 10 von 1997 bis 2007 eine DB Lounge für Fahrgäste der ersten Klasse und Vielfahrer. Nach umfangreichen Umbauarbeiten belegt seit Mitte 2008 eine Bahnhofsbuchhandlung der Unternehmensgruppe Dr. Eckert diese Räume. Die Lounge befand sich in einem Übergangsquartier, bis sie Ende 2008 in die früheren Räumlichkeiten der Buchhandlung auf Höhe des ehemaligen Gleises 4 umzog. Heute befindet sich die Lounge nahe dem Osteingang.

### Einbindung des Verkehrsprojekts Deutsche Einheit Nr. 8
Für die Einbindung des Verkehrsprojekts Deutsche Einheit Nr. 8 (VDE 8) in den Bahnknoten wurden im ersten Bauabschnitt 2013 bis 2015 u. a. 11 Kilometer Gleis und 75 Weichen umgebaut. Die Bahnsteige der Gleise 10 bis 15 wurden abgebrochen, neu errichtet und dabei deutlich verlängert. Der noch genutzte Verkehrstunnel II wurde abgebunden und zusammen mit den noch vorhandenen Resten des bereits 2004 geschlossenen Verkehrstunnels I schrittweise beseitigt. Der Auftrag hierzu wurde Mitte 2013 für 31,8 Millionen Euro netto vergeben. Das Gebäude der Bahnhofsdispatcherleitung auf dem Bahnsteig 12/13 wurde im April und Mai 2014 abgebrochen.
Die Bahnsteige 10 bis 15 wurden von Grund auf neugebaut, gegenüber dem Ursprungszustand um 80 Meter verlängert und durchgehend auf eine Höhe von 760 Millimetern über der Schienenoberkante gebracht. Die Nutzlängen der Gleise 12 bis 15 stiegen auf 420, die der Gleise 10 und 11 auf 370 Meter. Gleichzeitig wurde der Spurplan für schnellere Ein- und Ausfahrten optimiert. Die Stammgleise in Richtung Berlin wurden damit die Hallengleise 10 und 11, die in Richtung Erfurt und Halle die Gleise 12 und 13 sowie in Richtung Dresden die Gleise 14 und 15.
Der Bauarbeiten begannen im September 2013. Sie verursachten – zusammen mit weiteren Änderungen im Fernverkehr – auf der ICE-Linie Frankfurt–Dresden in den Jahren 2014 und 2015 Reisezeitverlängerungen von rund einer halben Stunde. 2013 wurden dafür die Bahnsteiggleise 12 und 13 gesperrt, im Februar 2014 folgten die Gleise 14 und 15. Ende September 2014 wurden die Bahnsteiggleise 12 bis 14 wieder in Betrieb genommen. Die Gleise 10 und 11 gingen gleichzeitig außer Betrieb. Das Gleis 36 mit dem Außenbahnsteig 10a, ehemals das Stammgleis des Verkehrstunnels II, wurde zu diesem Zeitpunkt endgültig abgebaut. Im Rahmen einer dreitägigen Vollsperrung vom 24. bis zum 27. September 2015 wurde die erste Baustufe abgeschlossen und in Betrieb genommen. Die Bahnsteiggleise 16 bis 18 und 38 (am Bahnsteig 18a) auf der Ostseite des Bahnhofs blieben wegen fehlender Weichen zunächst außer Betrieb. Sie sind seit dem 15. November 2015 wieder nutzbar.
Bereits seit Sommer 2012 erfolgte die Erneuerung der Eisenbahnbrücken über die Rackwitzer Straße und über die Parthe. Der Brückenbau wurde im Juni 2015 fertiggestellt, die Straßenfahrbahn darunter im August.

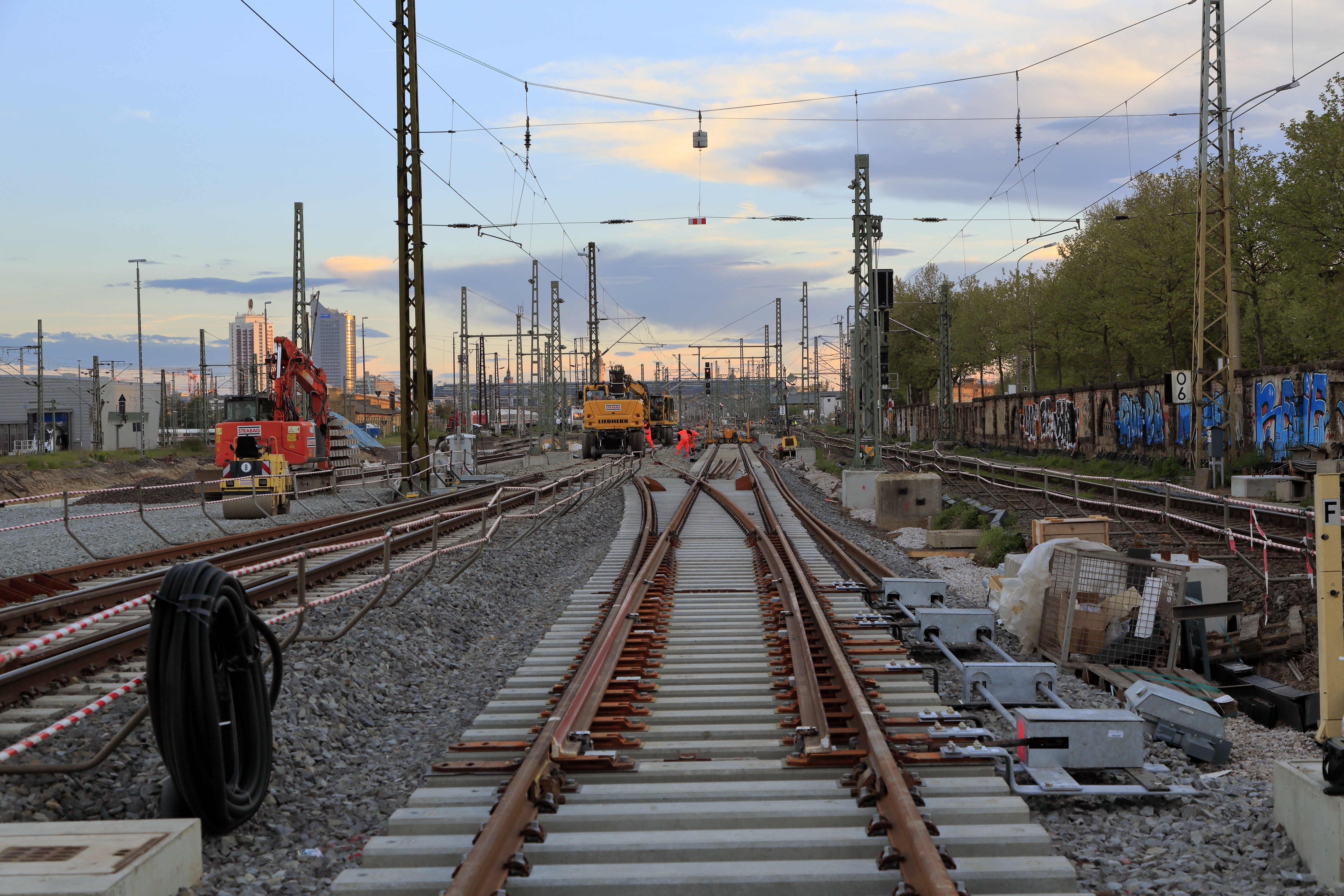
Weicheneinbau im Bahnhofsteil Berliner Straße, Mai 2017; die Weichen ermöglichen Zweiggleisgeschwindigkeiten von 80 km/h

Die geschätzten Kosten des ersten Bauabschnitts betrugen insgesamt rund 120 Millionen Euro. In einem zweiten Bauabschnitt wurde die Weichenlage im Bahnhofsteil Berliner Bahnhof, die bisher auf den meisten Relationen nur Geschwindigkeiten von 40 km/h ermöglicht hatte, bis Ende 2017 für höhere Geschwindigkeiten umgebaut. Dabei sollte auch die Strecke in Richtung Mockau ausgebaut werden und ein neuer Haltepunkt Essener Straße entstehen. Seit November 2015 wurde der noch nicht umgebaute Teil der Brücke über die Berliner Straße erneuert. Während der Bauarbeiten waren die Gleise 198 und 199, die Stammgleise der Strecke 6367 nach Großkorbetha unterbrochen, damit waren Zugfahrten von und nach Großkorbetha und den Strecken nach Dresden und Chemnitz nur über das dafür auf dem letzten Rest des alten Überbaues belassene Gleis 503 oder mit Umweg über den Güterring (Leutzsch–Wiederitzsch–Mockau) möglich. Damit ein Gleis in Richtung Westen nutzbar blieb, erfolgte auch der letzte Teil des Brückenumbaues in zwei Abschnitten. Der zweite von drei Planfeststellungsbeschlüssen für die Einbindung des Projekts VDE 8 wurde am 15. Oktober 2015 erlassen, der zugehörige Bauauftrag bereits Mitte Mai 2015 ausgeschrieben und im Januar 2016 für 61 Millionen Euro vergeben. Im November 2017 ging das ESTW Leipzig-Mockau in Betrieb. Für die Einbindung des Projekts VDE 8 in den Knoten Leipzig sind insgesamt 350 Millionen Euro vorgesehen.
Gegenstand des dritten Bau- bzw. Planfeststellungsabschnitts sind Bestandsnetzmaßnahmen im Bereich Leipzig-Mockau. Sie wurden zwischen November 2017 und 2021 realisiert.
Der Knoten soll mit ETCS L1LS und ETCS Level 2 ausgerüstet werden. Im Bahnsteigbereich des Hauptbahnhofs ist eine ETCS-Ausrüstung mit Level 1 LS für die Gleise 6 bis 20 vorgesehen.
Zur Einbindung des Projekts erfolgten im November 2017 erneut Vollsperrungen. Dabei wurden die Stammgleise der Strecke Erfurt–Leipzig, die bis dahin im Berliner Bahnhof zwischen den Anlagen des Triebwagen-Bw Leipzig Hbf West und der »Halleschen Gruppe« lagen, nach Westen neben die der Strecken von Bitterfeld und Leipzig Nord–Leipzig Bayerischer Bahnhof verschoben. Die Weichenverbindungen zwischen diesen Strecken sind im abzweigenden Strang mit 80 km/h befahrbar.
Nach dem Abschluss der Bauarbeiten sollten Reisezeiten nach Erfurt von rund einer Dreiviertelstunde, nach München von rund drei Stunden und zehn Minuten sowie nach Frankfurt am Main von rund drei Stunden erreicht werden. Mit der vollständigen Inbetriebnahme des VDE 8 soll in Leipzig ein Knoten des Integralen Taktfahrplans mit den Symmetrieminuten 15/45 eingerichtet werden.

### Kriminalitätsbrennpunkt
Im Umfeld des Hauptbahnhofs und um den Schwanenteich hat sich eine offene Drogenszene etabliert. Regelmäßige Razzien werden durch die Gemeinsame Ermittlungsgruppe Bahnhof/Zentrum koordiniert. Trotz längerer Bemühungen der Polizei blieb das Problem bestehen. Diebstahl, Körperverletzung und Drogendelikte treten vermehrt in dieser Region der Leipziger Innenstadt auf.

### Ausblick
Im dritten Gutachterentwurf des Deutschlandtakts sind im Bahnhof verschiedene Spurplanoptimierungen mit zusätzlichen Weichen geplant. Dafür sind, zum Preisstand von 2015, Investitionen von insgesamt 83 Millionen Euro vorgesehen.

## Verkehrstunnel I und II

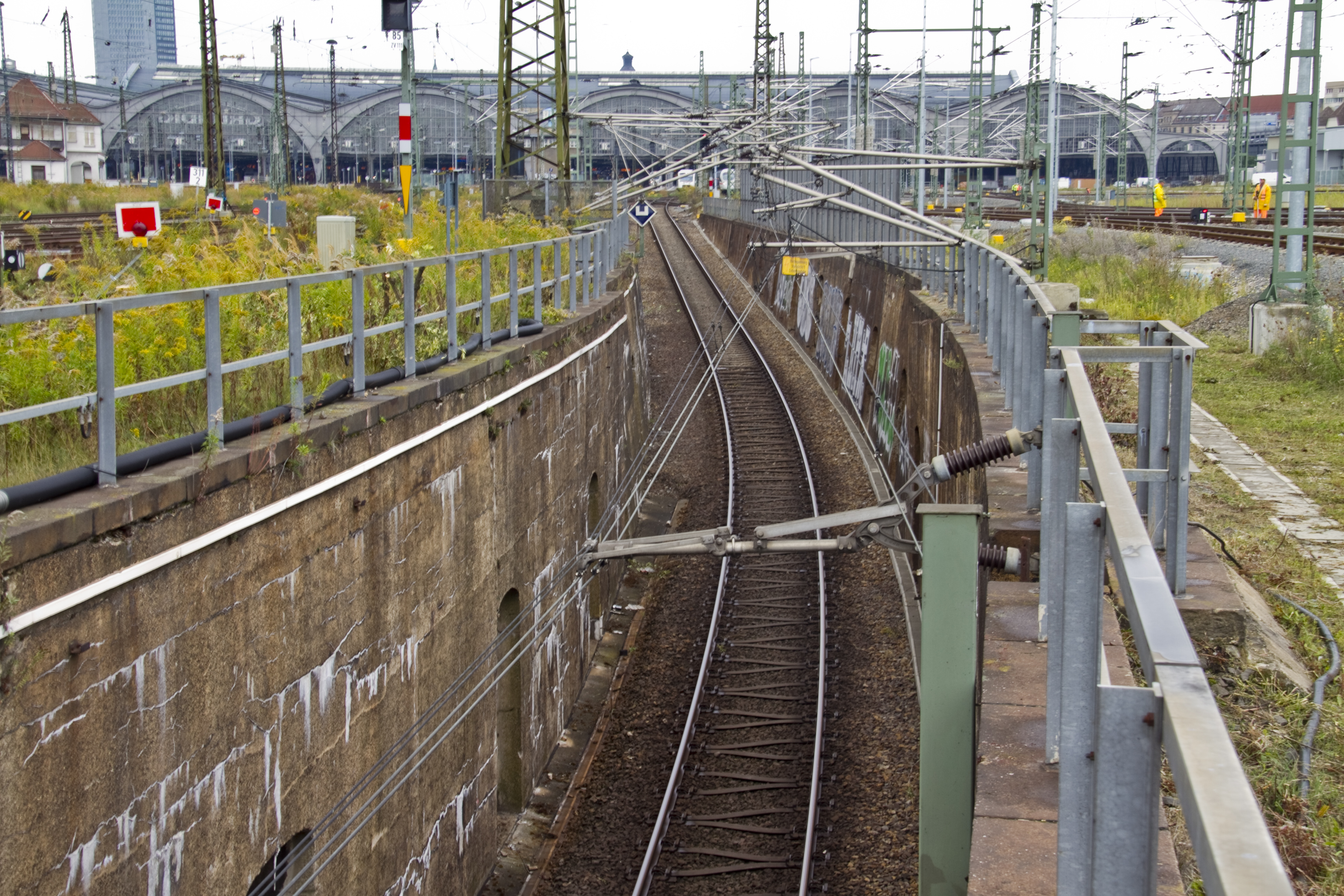
Verkehrstunnel II

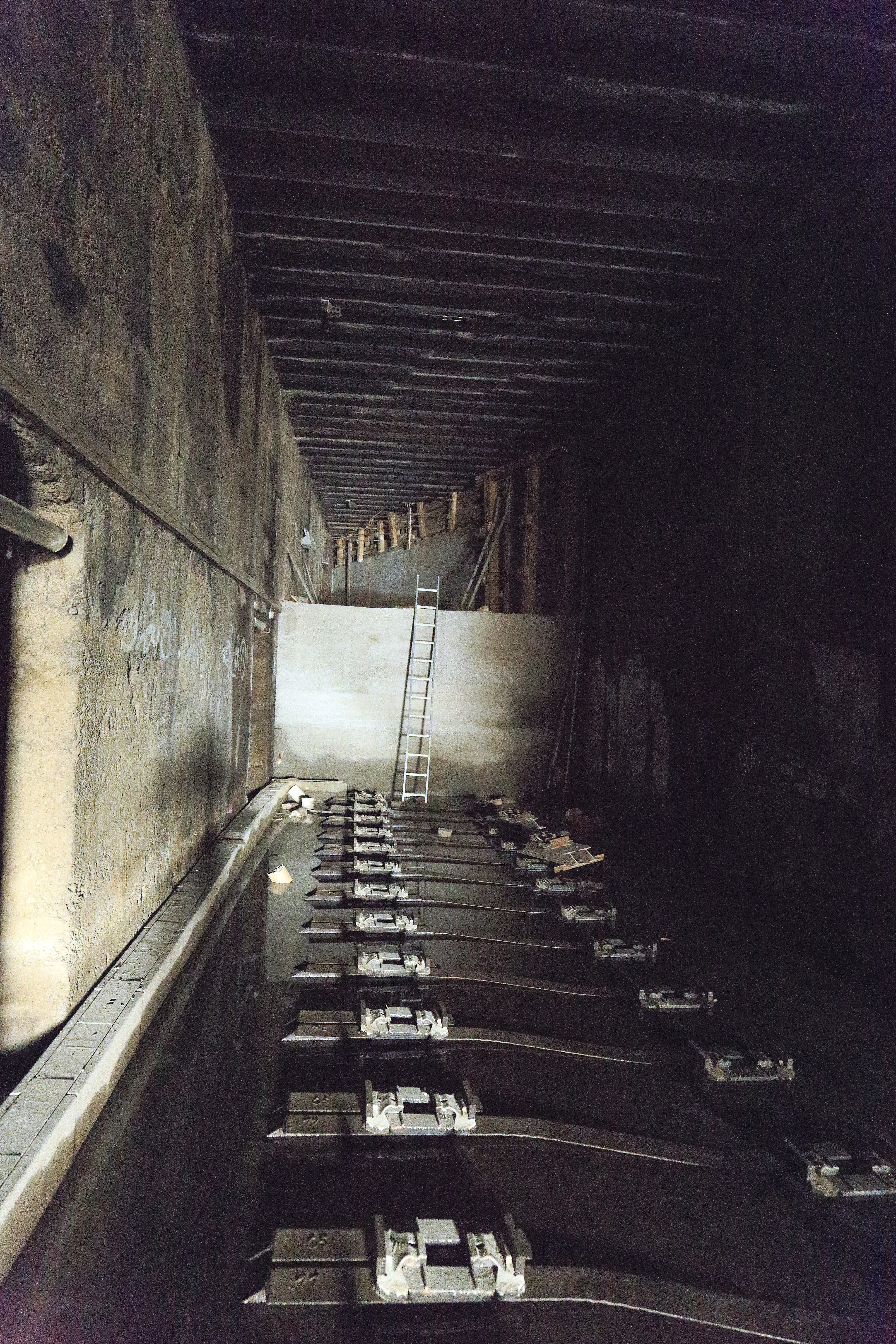
Verkehrstunnel II mit Y-Stahlschwellen nach Stilllegung, im Hintergrund die Verfüllstelle unter den Gleisen 12 und 13, Juli 2014

Die Postverwaltung errichtete im gleichen Zeitraum an der Rohrteichstraße den Postbahnhof Leipzig. Angebunden wurde er an die sächsische Seite des Hauptbahnhofes. Um die Postwagen mit möglichst wenigen Rangierbewegungen von und zu den Zügen der Preußischen Staatseisenbahn befördern zu können, wurden auf Veranlassung der Postverwaltung die Verkehrstunnel I und II gebaut. Sie begannen in Verlängerung der Hallengleise 7 (Verkehrstunnel I) und 36 (Bahnsteig 10a, Verkehrstunnel II), unterquerten die Gleise Richtung Eilenburg, Halle und Berlin und mündeten an der Brandenburger Brücke in die sächsischen Streckengleise sowie in den Postbahnhof ein. Die Verkehrstunnel erleichterten außerdem das Verkehren von durchgehenden Zügen in Ost-West- sowie Nord-Süd-Richtung, da weniger Gleise gekreuzt werden mussten. Auch die S-Bahn nutzte den Verkehrstunnel I von 1969 bis 2004. Die Verkehrstunnel wurden 1961 in Verbindung mit der Strecke Leipzig Hbf–Leipzig-Connewitz elektrifiziert, jedoch war die Fahrleitung in den Verkehrstunneln wegen der nicht ausreichenden Höhe dauernd spannungslos und geerdet. Noch in den 1990er-Jahren wurde der Oberbau in den Tunneln auf in Beton gelagerte Y-Stahlschwellen mit besonders geringer Bauhöhe umgebaut. Auch über den Tunneldecken erreichte die Bettung nur die Mindeststärke.
Bei der Inbetriebnahme der Elektronischen Stellwerke der Ostseite wurde der Verkehrstunnel I im Jahr 2004 stillgelegt und danach zur Schaffung von Baufreiheit für den City-Tunnel Leipzig teilweise abgebrochen. Der Verkehrstunnel II blieb zunächst in Betrieb und wurde vorwiegend für Fernzüge von und nach Dresden genutzt. Mit dem Beginn der Einbindung der Neubaustrecke Erfurt–Leipzig/Halle (VDE 8.2) und der Ausbaustrecke Berlin–Leipzig/Halle (VDE 8.3) in den Knoten Leipzig und der damit verbundenen Umgestaltung der Gleisanlagen 10 bis 15 wurden die östlichen Tunnelreste des Verkehrstunnels I. abgebrochen. Der rund 160 Meter lange Verkehrstunnel II wurde schließlich am 8. Februar 2014 stillgelegt und anschließend, beginnend mit dem Bereich unter den durchgehenden Hauptgleisen Richtung Halle und Erfurt, verfüllt. Die Tunnelsüdrampe in Richtung Bahnsteighalle wurde im Herbst und Winter 2014/15 abgebrochen und verfüllt, die Reste der Ostrampe mit Stützmauer im Herbst 2015.

## City-Tunnel

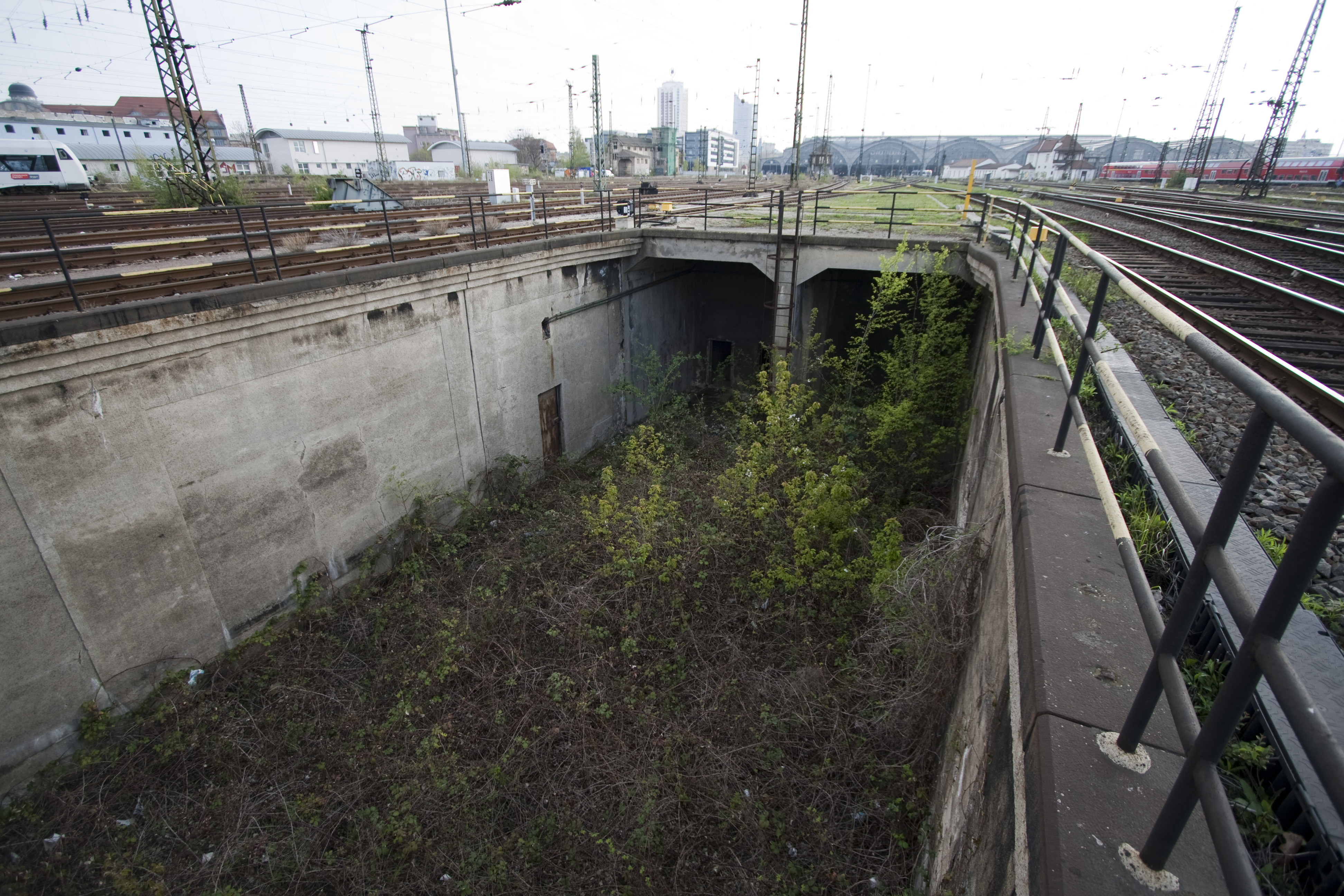
Nördliches Portal des ersten begonnenen Tunnels von 1915

Eine Tunnelverbindung zwischen Hauptbahnhof und Bayerischem Bahnhof war von der Sächsischen Staatseisenbahn von vornherein vorgesehen. Allerdings wurde der Tunnel wegen der Konkurrenzsituation mit der preußischen Staatsbahn auf der heute als ungünstiger geltenden sächsischen Ostseite geplant. Mit dem Bau des Hauptbahnhofs wurde der Tunnel von Norden kommend bis unmittelbar vor den Kopfbau im Rohbau fertiggestellt. Die Gleiströge befanden sich unter dem Bahnsteig 22/23 und sollten Außenbahnsteige erhalten. Die weitere Trassenführung über den Augustusplatz sowie die Windmühlen- und Grünewaldstraße wurde nicht realisiert, aber noch jahrzehntelang freigehalten. Der 710 Meter lange Tunnelabschnitt, der zwischen 1913 und 1915 angelegt worden war, erhielt im Zweiten Weltkrieg mehrere Bombentreffer, wurde danach nur gesichert und besteht seitdem aus drei nicht mehr durchgehend begehbaren Teilen. In einem Teil der ungenutzten Tunnelanlage wurde das von der Osthalle aus zugängliche „DEFA-Zeitkino“ eingerichtet. Der Abschnitt innerhalb der Bahnhofshalle wurde beim Umbau der Bahnsteighallen 1997 für das Parkhaus Ost abgebrochen. Die nie benutzte Tunnelrampe war auf Höhe des Stellwerkes 12 rechts neben dem bisherigen Stammgleis 21 in Richtung Dresden gut zu sehen. Die vorhandenen Tunnelanlagen wurden einschließlich der Tunnelrampe im Jahr 2023 verfüllt.

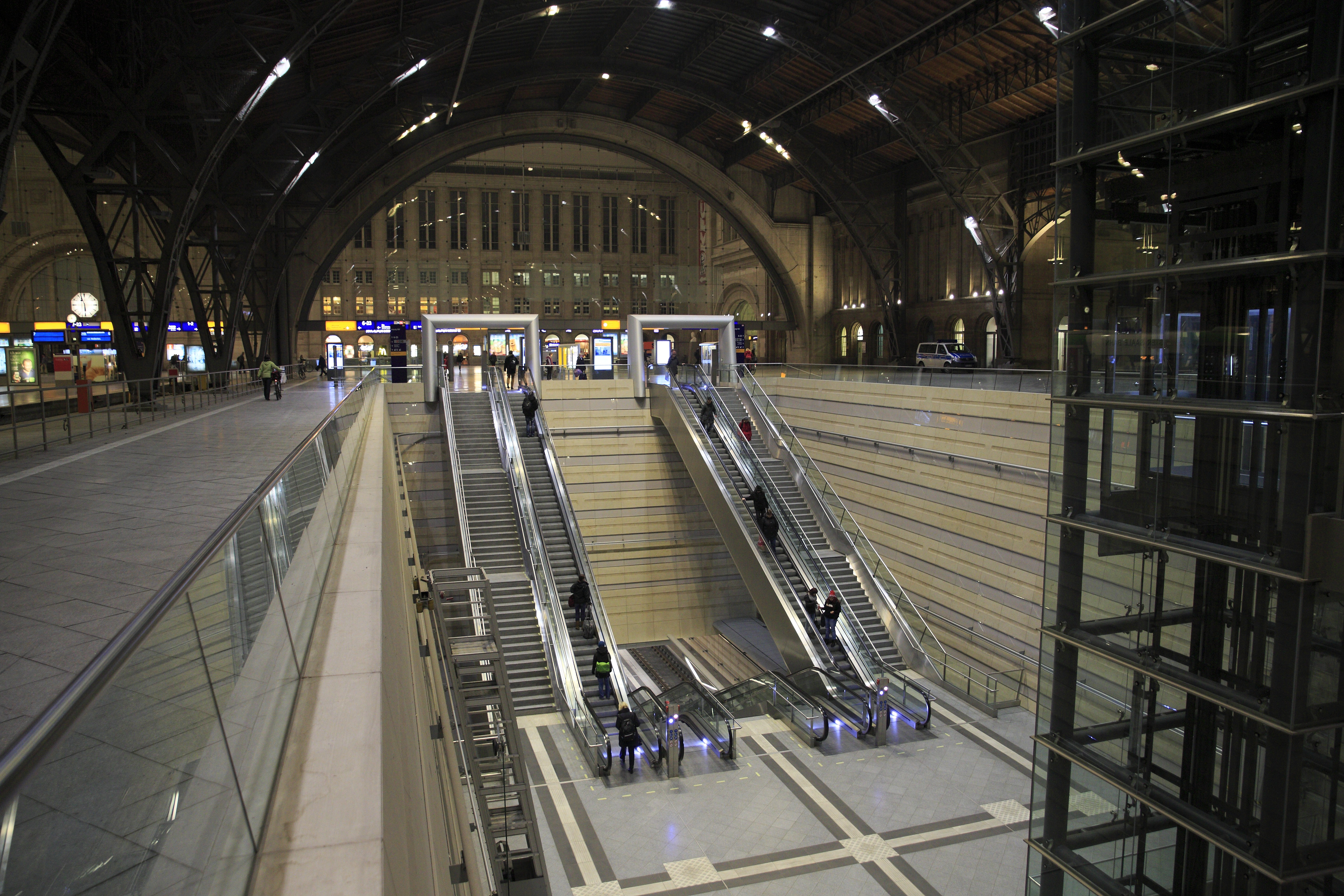
Atrium im Hauptbahnhof, Zugang zum Tunnelbahnsteig

Etwa 150 Meter westlich entstand mit dem City-Tunnel Leipzig bis Ende 2013 eine rund zwei Kilometer lange Verbindung unter der Innenstadt zum Bayerischen Bahnhof mit zusätzlichen Haltepunkten am Markt und am Wilhelm-Leuschner-Platz. Der Leipziger Hauptbahnhof wurde damit von einem reinen Kopfbahnhof zu einem kombinierten Kopf- und Durchgangsbahnhof. Am Hauptbahnhof ist der Tunnel über eine Westrampe in die Strecken nach Wahren und nach Leutzsch sowie über eine Nordrampe höhenfrei nach Eilenburg und nach Bitterfeld eingebunden. Hierzu fächert sich in der Nordrampe die Gleisanlage von zwei auf vier Gleise auf. Auf den beiden mittleren Gleisen erfolgt der Zugverkehr Richtung Bitterfeld, auf den beiden äußeren Gleisen der Zugverkehr Richtung Wahren und Leutzsch.
Das Bauwerk unter dem Hauptbahnhof galt als außerordentlich schwierig zu errichten. Das in einer Tiefe von fünf Metern mehrschichtig anstehende Grundwasser erzeugt einen großen Auftrieb auf das Bauwerk. Die Station wurde in mehreren Bauabschnitten errichtet, die zunächst voneinander durch wasserdichte Schlitzwände getrennt wurden, bis die Abschnitte gegen Grundwassereinbruch gesichert waren. Zuvor waren die Bahnsteiggleise 1 bis 6 samt ihren Bahnsteigen zurückgebaut worden, um anschließend 26 Meter tiefe und 1,50 Meter starke Schlitzwände zu errichten. Das Dienstleistungszentrum des Hauptbahnhofs wurde im Schutz einer Vereisung unterfahren.
Vom 25. bis zum 29. September 2013 wurde der Hauptbahnhof voll gesperrt, um den City-Tunnel in das bestehende Netz einzubinden. Nach dem Abschluss der Arbeiten erfolgte ein Probebetrieb. Die Gesamtinbetriebnahme erfolgte, zusammen mit dem neuen Netz der S-Bahn Mitteldeutschland, am 15. Dezember 2013.
Der 215 Meter lange und 55 Zentimeter hohe Bahnsteig liegt rund 20 Meter unter dem Straßenniveau. Eine Option zur Verlängerung des Bahnsteigs auf 400 Meter wurde in Richtung Norden baulich vorbereitet. Allerdings wäre diese Bahnsteigverlängerung wegen der Lage der Weichen 198 und 199 in voller Länge nur für Züge, die die Tunnelrampe Nord befahren, nutzbar.
Bahnbetrieblich ist der gesamte Citytunnel und das anschließende Gelände des ehemaligen Bahnhofs Leipzig Bayer Bf bis einschließlich Überwerfungsbauwerk Süd südlich der Richard-Lehmann-Straße Teil des Hauptbahnhofs.

## Verkehrsanbindung

### Fernverkehr
Leipzig Hauptbahnhof ist durch mehrere Intercity-Express- und Intercity-Linien an das Fernverkehrsnetz der deutschen Bahn angebunden. Dabei verdichten sich meist zwei Linien zu einem Stundentakt: die ICE-Linie 50 und IC-Linie 55 verdichten sich zu einem Stundentakt nach Dresden, die IC-Linien 55 und 56 zu einem Stundentakt zwischen Leipzig und Hannover.
| Linie                    | Fahrtverlauf | Takt (min)                   | Betreiber         |
| ------------------------ | --- | ---------------------------- | ----------------- |
| ICE 11                   | Berlin – Lutherstadt Wittenberg – Leipzig Hbf – Erfurt – Frankfurt (Main) – Stuttgart – Augsburg – München | 120                          | DB Fernverkehr AG |
| ICE 28                   | Hamburg – Berlin – Lutherstadt Wittenberg – Leipzig Hbf – Erfurt – Bamberg – Erlangen – Nürnberg – München | 120                          | DB Fernverkehr AG |
| ICE 50                   | Dresden Hbf – Riesa – Leipzig Hbf – Erfurt Hbf – Eisenach Hbf – Fulda – Frankfurt (Main) Hbf – Frankfurt (Main) Flughafen – Mainz Hbf – Wiesbaden Hbf | 120 (Lufthansa Express Rail) | DB Fernverkehr AG |
| IC 17                    | (Warnemünde –) Rostock – Waren – Neustrelitz – Oranienburg – Berlin – Lutherstadt Wittenberg – Bitterfeld – Leipzig Hbf – Halle (Saale) – Naumburg (Saale) – Jena – Saalfeld (Saale) – Lichtenfels – Bamberg – Erlangen – Fürth – Nürnberg – Regensburg – Straubing – Plattling – Passau – Schärding – Wels – Linz – St. Pölten – Wien Meidling – Wien Hbf | ein Zugpaar                  | DB Fernverkehr AG |
| IC 51                    | Köln Hbf – Düsseldorf Hbf – Essen Hbf – Dortmund Hbf – Bebra – Eisenach Hbf – Erfurt Hbf – Weimar – Leipzig Hbf | zwei Zugpaare (Fr, So)       | DB Fernverkehr AG |
| IC 55                    | Dresden – Riesa – Leipzig Hbf – Halle (Saale) – Magdeburg – Braunschweig – Hannover – Bielefeld – Dortmund – Wuppertal – Köln– Bonn – Mainz – Mannheim – Heidelberg – Stuttgart (– Offenburg) | 120                          | DB Fernverkehr AG |
| IC 56                    | Leipzig Hbf – Halle (Saale) – Magdeburg – Braunschweig – Hannover – Bremen – Oldenburg – Leer – Emden – Norddeich Mole | 120                          | DB Fernverkehr AG |
| IC 61                    | Leipzig Hbf – Naumburg (Saale) – Jena Paradies – Saalfeld (Saale) – Lichtenfels – Bamberg – Nürnberg – Stuttgart – Karlsruhe | fünf Zugpaare                | DB Fernverkehr AG |
| FLX 35                   | Leipzig Hbf – Berlin Südkreuz – Berlin Hbf – Berlin-Spandau – Hamburg | ein bis zwei Zugpaare        | Flixtrain         |
| Stand: 15. Dezember 2024 | |                              |                   |

Bis Dezember 2014 hielten Interconnex-Züge in Leipzig. Seit Dezember 2016 verkehren hier durch die Einstellung des Angebots City Night Line keine Nachtzüge mehr.
Mit der Inbetriebnahme der Neubaustrecke in Richtung Erfurt (VDE 8.2) 2015 wurden bedingt durch den Umbau des Hauptbahnhofes Halle (Saale) jegliche ICE der Relation Berlin–München über Leipzig geleitet. Weiterhin verkehrte die ICE-Linie 50 Dresden / Leipzig – Frankfurt (M) / Wiesbaden im abgestimmten ICE-Stundentakt über die neue Strecke. Auch ergab sich eine neue ICE-Linie von Berlin nach Frankfurt über Halle (Saale). Mit der Inbetriebnahme der Neubaustrecke Erfurt–Nürnberg (VDE 8.1) verkehren seit 2017 ICE-Züge von und nach München abwechselnd über Leipzig bzw. Halle (Saale), zur jeweils anderen Stunde besteht Anschluss in Erfurt.
Ab dem 27. Mai 2021 wurde Leipzig wieder ins Flixtrain-Netz aufgenommen und regelmäßig bedient. Zuerst startete FLX 35 auf der Relation Hamburg – Berlin – Leipzig. Ab dem 17. Juni 2021 bis Dezember 2021 verkehrte ein Zugpaar FLX 35N nachts zwischen Leipzig, Jena, Nürnberg und München. Dieser Zug wurde in Leipzig auf FLX 35 durchgebunden, sodass Tickets für den gesamten Laufweg Hamburg – Leipzig – München erworben werden und die Fahrgäste in Leipzig im Zug verbleiben konnten. Zum Einsatz kamen normale Großraumwagen, die auch auf den sonstigen Tagesverbindungen eingesetzt werden.

#### Internationaler Verkehr
Bis zum 14. Dezember 2019 bestand eine werktägliche EuroCity-Verbindung nach Prag, welche die einzige internationale Bahnverbindung darstellte, die den Leipziger Hauptbahnhof erreichte. Seit der Einstellung dieser Züge verkehrt ein einzelnes Zugpaar der IC-Linie 17 zwischen Rostock und Wien über Leipzig. Dieses dient der Werkstattanbindung der auf dieser Linie eingesetzten KISS-Triebzüge, die weiterhin vom Voreigentümer Westbahn in Wien unterhalten werden.
Zum Jahresfahrplan 2023 (Fahrplanwechsel im Dezember 2022) bekam Leipzig wieder einen Halt der europäischen Nachtzugverbindungen. Der Nightjet von Berlin nach Zürich fährt nun statt über Magdeburg nun über Leipzig, wo er mit dem EuroNight aus Prag nach Zürich vereinigt wird.
| Zugnummern                          | Zugname | Fahrtverlauf             | Fahrtverlauf                                           | Betreiber                                                |
| ----------------------------------- | ------- | ------------------------ | ------------------------------------------------------ | -------------------------------------------------------- |
| EN 40458 / EC 458 EN 40459 / EC 459 | Canopus | Prag – Dresden – Riesa – | Leipzig – Frankfurt (Main) – Mannheim – Basel – Zürich | ÖBB-Personenverkehr (EN); ČD / DB Fernverkehr / SBB (EC) |
| NJ 408 / IC 60408 NJ 409 / IC 60409 |         | Berlin – Halle (Saale) – | Leipzig – Frankfurt (Main) – Mannheim – Basel – Zürich | ÖBB-Personenverkehr / SBB (NJ); DB Fernverkehr (IC)      |

### Regional- und S-Bahn-Verkehr
Leipzig Hauptbahnhof ist ein zentraler Knotenpunkt für den Regionalverkehr in Mitteldeutschland. Durch die Regional- und S-Bahn-Linien entstehen eng getaktete Verbindungen in den Ballungsraum Leipzig-Halle; darüber hinaus sind andere große Städte wie Magdeburg oder Chemnitz direkt von Leipzig Hauptbahnhof aus erreichbar. Die Züge der Linien RE 10 und RE 11 sowie RB 13 und RB 22 verkehren ab Leipzig Hbf vereinigt und werden im Fahrtverlauf geflügelt.
| Linie                    | Fahrtverlauf | Takt (min)  | Betreiber                      |
| ------------------------ | --- | ----------- | ------------------------------ |
| RE 6                     | Leipzig Hbf – Belgershain – Bad Lausick – Geithain – Burgstädt – Chemnitz                                              | 060         | Transdev Regio Ost             |
| RE 10                    | Leipzig Hbf – Eilenburg – Torgau – Falkenberg – Doberlug-Kirchhain – Cottbus – Guben – Frankfurt (Oder)                | 120         | DB Regio Nordost               |
| RE 11                    | Leipzig Hbf – Eilenburg – Torgau – Falkenberg – Elsterwerda-Biehla – Plessa – Ruhland – Hoyerswerda                    | 120         | DB Regio Nordost               |
| RE 12                    | Leipzig Hbf – Pegau – Zeitz – Bad Köstritz – Gera – Weida – Pößneck – Saalfeld                                         | 120         | Erfurter Bahn                  |
| RE 13                    | Leipzig Hbf – Delitzsch – Bitterfeld – Dessau – Zerbst – Biederitz – Magdeburg                                         | 060         | DB Regio Südost                |
| RE 15                    | Leipzig Hbf – Bad Dürrenberg – Weißenfels – Naumburg – Jena Paradies – Rudolstadt – Saalfeld                           | 120         | Abellio Rail Mitteldeutschland |
| RE 50                    | Leipzig Hbf – Wurzen – Oschatz – Riesa – Priestewitz – Radebeul Ost – Dresden                                          | 060         | DB Regio Südost                |
| RB 13                    | Leipzig Hbf – Zeitz – Gera – Weida – Zeulenroda – Mehltheuer – Hof                                                     | 120         | Erfurter Bahn                  |
| RB 20                    | Leipzig Hbf – Bad Dürrenberg – Weißenfels – Naumburg (Saale) Hbf – Apolda – Weimar – Erfurt Hbf – Gotha – Eisenach Hbf | 060         | Abellio Rail Mitteldeutschland |
| RB 22                    | Leipzig Hbf – Pegau – Zeitz – Bad Köstritz – Gera – Weida – Pößneck – Könitz – Saalfeld                                | 120         | Erfurter Bahn                  |
| RB 110                   | Leipzig Hbf – Borsdorf – Grimma – Leisnig – Döbeln                                                                     | 060         | Transdev Regio Ost             |
| RB 113                   | Leipzig Hbf – Belgershain – Bad Lausick – Geithain                                                                     | 060         | DB Regio Südost                |
| S 1                      | Leipzig Miltitzer Allee – Leipzig-Plagwitz – Leipzig Hbf (tief) – Leipzig Markt – Leipzig-Stötteritz                   | 030         | DB Regio Südost                |
| S 2                      | (Jüterbog –) Wittenberg / Dessau – Bitterfeld – Delitzsch – Leipzig Hbf (tief) – Leipzig Markt – Leipzig-Stötteritz    | 030         | DB Regio Südost                |
| S 3                      | Halle-Nietleben – Halle – Schkeuditz – Leipzig Hbf (tief) – Leipzig Markt – Leipzig-Stötteritz – Wurzen (– Oschatz)    | 030         | DB Regio Südost                |
| S 4                      | Falkenberg – Eilenburg – Leipzig Hbf (tief) – Leipzig Markt – Leipzig-Connewitz – Markkleeberg-Gaschwitz               | 030         | DB Regio Südost                |
| S 5                      | Halle – Leipzig/Halle Flughafen – Leipzig Hbf (tief) – Leipzig Markt – Markkleeberg – Altenburg – Gößnitz – Zwickau    | 060         | DB Regio Südost                |
| S 5X                     | Halle – Leipzig/Halle Flughafen – Leipzig Hbf (tief) – Leipzig Markt – Markkleeberg – Altenburg – Gößnitz – Zwickau    | 060         | DB Regio Südost                |
| S 6                      | Leipzig Messe – Leipzig Hbf (tief) – Leipzig Markt – Leipzig-Connewitz – Markkleeberg – Borna – Geithain               | 030         | DB Regio Südost                |
| S 10                     | Leipzig Hbf – Leipzig-Plagwitz – Leipzig Miltitzer Allee                                                               | 030 (Mo–Fr) | DB Regio Südost                |
| Stand: 15. Dezember 2024 | |             |                                |

### Öffentlicher Nahverkehr
Auf dem Willy-Brandt-Platz vor dem Kopfbau halten Straßenbahnzüge der meisten Linien sowie Busse der Leipziger Verkehrsbetriebe (LVB). Die Haltestellen für die Regionalverkehrsbusse anderer Verkehrsunternehmen liegt auf der Ostseite der Osthalle. Eine weitere Straßenbahnhaltestelle Hauptbahnhof, Westseite liegt an der Einmündung der Kurt-Schumacher-Straße zwischen dem Kopfbau des Hauptbahnhofes und dem Hotel »Astoria«.

### Fernbusverkehr
Unmittelbar östlich vom Hauptbahnhof befindet sich seit März 2018 der zentrale Fernbusterminal.

## Trivia

### Auszeichnungen

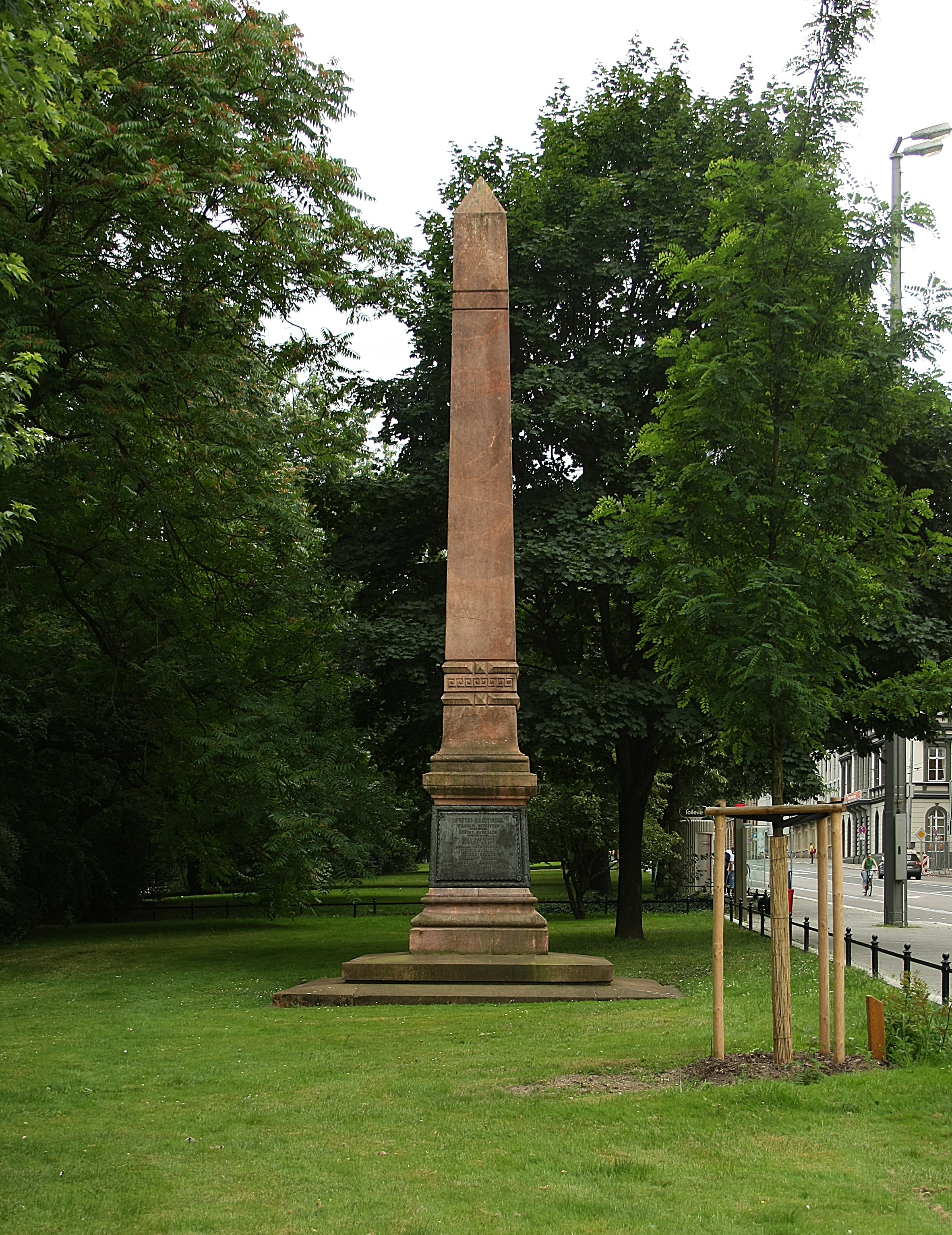
Eisenbahndenkmal zur Erinnerung an die Leipzig-Dresdner Eisenbahn von 1839

- Der Leipziger Hauptbahnhof wurde durch die Allianz pro Schiene 2011 mit dem Titel Bahnhof des Jahres in der Kategorie Großstadtbahnhof ausgezeichnet.
- In einer Erhebung der US-amerikanischen Consumer Choice Organisation wurde der Bahnhof 2021 zum besten europäischen Bahnhof gekürt.[41]

### List- und Harkort-Büsten eines alten Denkmals
Am 17. Juni 1999 wurden die beiden erhaltenen Marmorbüsten der Leipziger Eisenbahn-Pioniere am West-Ende des renovierten Kopfbahnsteigs wieder der Öffentlichkeit übergeben. Eine solche Ehrung ist in deutschen Bahnhöfen selten zu finden.
Die Büsten Friedrich Lists und Gustav Harkorts wurden im Jahr 1927 von dem Leipziger Bildhauer Adolf Lehnert (1862–1948) gemeinsam mit erzählenden Bildplatten für ein List-Harkort-Denkmal geschaffen, das sich bis zum Weltkrieg im nordöstlichen Bereich der Grünanlage am Schwanenteich befand. Nach der Zerstörung der Anlage wurden die Büsten im Leipziger Museum der bildenden Künste eingelagert. Sie wurden in den letzten Jahren des 20. Jahrhunderts durch den Leipziger Bildhauer Markus Gläser restauriert und mit je einem neuen beschrifteten Sockel versehen.

### Film
Filme, in denen der Bahnhof als Kulisse diente:
- Mr. Nobody von Jaco Van Dormael
- Abenteuer mit Blasius von Egon Schlegel
- Wie ein Licht in dunkler Nacht von David Seltzer mit Michael Douglas und Melanie Griffith
- Das fliegende Klassenzimmer (2003)
- Obsession von Peter Sehr
- SOKO Leipzig
- Letztes Jahr Titanic
- Folgen der Fernsehreihe Tatort aus Leipzig
- Vereinzelte Folgen In aller Freundschaft (seit 1998)
- Nikolaikirche